# 연도별 웹툰 목록
다음은 네이버 웹툰과 다음 웹툰 등 각종 웹툰의 연도별 목록이다. 또한 이 문서는 첫 연재 연도를 기준으로 삼아 오래된 순으로 분류했다.

## 목록(1997년~2000년)

### 1997년
| 연재시작 | 제목       | 작가   | 연재중/완결 | 연재사이트  | 비고 |
| -------- | ---------- | ------ | ----------- | ----------- | ---- |
| 1997년   | 라그나로크 | 이명진 | 연재중단    | 시리즈COMIX |      |

### 2000년
| 연재시작 | 제목     | 작가        | 연재중/완결 | 연재사이트                 | 비고                    |
| -------- | -------- | ----------- | ----------- | -------------------------- | ----------------------- |
| 2000년   | 웁 전쟁  | Dr．Zhivago | 2014년      | 작가 블로그                |                         |
| 2000년   | 스노우캣 | 권윤주      | 연재 중단   | 작가 웹사이트, 단행본 출간 | 단행본 출간 2003~2019년 |

## 목록(2001 ~ 2010)

### 2001년
| 연재시작    | 제목       | 작가   | 연재중/완결        | 연재사이트    | 비고                                                                  |
| ----------- | ---------- | ------ | ------------------ | ------------- | --------------------------------------------------------------------- |
| 2001년 11월 | 마린블루스 | 정철연 | ~ 2007년 12월 31일 | 작가 웹사이트 | 단행본 7권 (2008. 05. 25. 완결) (시즌1 3권 + 시즌2 2권 + 시즌2.5 2권) |

### 2002년
| 연재시작      | 제목              | 작가     | 연재중/완결     | 연재사이트                | 비고                            |
| ------------- | ----------------- | -------- | --------------- | ------------------------- | ------------------------------- |
| 2002. 04. 18. | 조랑이의 바람일기 | 원사운드 | ~ 2005. 09. 21. | 바람의 나라 공식 웹사이트 | 단행본 1권 (2003. 12. 04. 완결) |

### 2003년
| 연재시작 | 제목                | 작가   | 연재중/완결 | 연재사이트                                 | 비고             |
| -------- | ------------------- | ------ | ----------- | ------------------------------------------ | ---------------- |
| 2003년   | 세기말전설 앙골모아 | 최가야 | 2008년      | 1부: 앙골모아넷 공식 웹사이트, 2부: 엠파스 | 1,034화 3부 완결 |

### 2004년
| 연재시작       | 제목           | 작가   | 연재중/완결                    | 연재사이트  | 비고                                                                                          |
| -------------- | -------------- | ------ | ------------------------------ | ----------- | --------------------------------------------------------------------------------------------- |
| 2004년 5월 4일 | 낢이사는이야기 | 서나래 | ~ 2015년 12월 2일 총469화 완결 | 네이버 웹툰 | 시즌1 시즌2 시즌 3(2013년 4월 1일 ~ 2014년 1월 31일) 시즌 4(2015년 2월 8일 ~ 2015년 12월 2일) |

### 2005년
| 연재시작         | 제목       | 작가   | 연재중/완결                        | 연재사이트 | 비고 |
| ---------------- | ---------- | ------ | ---------------------------------- | ---------- | ---- |
| 2005년 12월 8일  | 바나나걸   | 김진태 | ~ 2007년 5월 9일 - 총 87화 완결    | 네이버웹툰 |      |
| 2005년 12월 12일 | 골방환상곡 | 워니   | ~ 2008년 12월 24일 - 총 351화 완결 | 네이버웹툰 |      |
| 2005년 12월 12일 | 사랑in     | 전세훈 | ~ 총 89화 완결                     | 네이버웹툰 |      |

### 2006년
| 연재시작         | 제목                      | 작가       | 연재중/완결                        | 연재사이트 | 비고 |
| ---------------- | ------------------------- | ---------- | ---------------------------------- | ---------- | ---- |
| 2006년 11월 27일 | 히어로 메이커             | 빤스       | ~ 현재 월요일 연재중               | 네이버웹툰 |      |
| 2006년 1월 5일   | 수사9단                   | 김선권     | ~ 2011년 12월 22일 총296화 완결    | 네이버웹툰 |      |
| 2006년 1월 5일   | 타투                      | 노지현     | ~ 2006년 8월 3일 총 31화 완결      | 네이버웹툰 |      |
| 2006년 1월 16일  | 입시명문사립 정글고등학교 | 김규삼     | ~ 2011년 1월 27일 총466화 완결     | 네이버웹툰 |      |
| 2006년 2월 1일   | 와탕카                    | 우주인     | ~ 2008년 11월 27일 총 전819화 완결 | 네이버웹툰 |      |
| 2006년 8월 17일  | AA                        | 선정, 지숙 | ~2007년 8월 2일 총56화 완결        | 네이버웹툰 |      |
| 2006년 9월 8일   | 마음의소리                | 조석       | ~ 2020년 7월 27일 총1234화 완결    | 네이버웹툰 |      |

### 2007년
| 연재시작         | 제목           | 작가            | 연재중/완결                       | 연재사이트   | 비고                       |
| ---------------- | -------------- | --------------- | --------------------------------- | ------------ | -------------------------- |
| 2007년 1월 4일   | 체스아일       | cid 혁군        | ~ 2008년 2월 29일 총63화 완결     | 네이버웹툰   |                            |
| 2007년 1월 5일   | 에피소드메이비 | 정마루          | ~ 2008년 9월 30일 총127화 완결    | 네이버웹툰   |                            |
| 2007년 1월 8일   | 트라우마       | 곽백수          | ~ 2008년 4월 30일 총371화 완결    | 네이버웹툰   |                            |
| 2007년 1월 22일  | 까뱅           | X-TEAM          | ~ 2007년 2월 23일 총32화 완결     | 네이버웹툰   |                            |
| 2007년 1월 26일  | 도자기         | 호연            | ~ 2007년 9월 26일 총75화 완결     | 네이버웹툰   |                            |
| 2007년 4월 3일   | 트레이스       | 고영훈          | ~ 2020년 12월 28일 총23화 완결-유 | 다음웹툰     |                            |
| 2007년 5월 2일   | 핑크레이디     | 연우, 서나      | ~ 2009년 2월 23일. 완결           | 네이버웹툰   |                            |
| 2007년 5월 5일   | GM             | 최훈            | 2013. 01. 04 (네이버웹툰연재기간) | 카카오페이지 | 네이버웹툰 -> 카카오페이지 |
| 2007년 6월 4일   | 펫다이어리     | 요한/김혜진     | ~ 2008년 2월 21일 총49화 완결     | 네이버웹툰   |                            |
| 2007년 6월 4일   | 싸우자귀신아   | 임인스          | ~ 2010년 10월 30일 총116화 완결   | 네이버웹툰   |                            |
| 2007년 8월 3일   | 마스코마스코   | 남정훈          | ~ 2012년 3월 2일 완결             | 네이버웹툰   | 계약종료인한 완결          |
| 2007년 8월 13일  | 탐구생활2      | 메가쑈킹        | ~ 2008년 3월 31일 총64화 완결     | 네이버웹툰   |                            |
| 2007년 11월 16일 | 태왕광개토     | 청안랑 , 김인호 | ~ 2008년 6월 27일 총58화 완결     | 네이버웹툰   |                            |

### 2008년
| 연재시작         | 제목                 | 작가            | 연재중/완결                     | 연재사이트   | 비고                                                        |
| ---------------- | -------------------- | --------------- | ------------------------------- | ------------ | ----------------------------------------------------------- |
| 2008년 2월       | 와라 편의점          | 지강민          | ~ 2014년 5월 24일 총600화 완결  | 네이버웹툰   | 와라편의점 the animation                                    |
| 2008년 3월 3일   | 어서오세요.305호에   | 와난            | ~ 2011년 9월 29일 총175화 완결  | 네이버웹툰   |                                                             |
| 2008년 4월 1일   | 러브판타지페이퍼     | 단우            | ~ 2009년 7월 11일               | 네이버웹툰   |                                                             |
| 2008년 4월 2일   | 크레이지 커피 캣     | 엄재경 , 최경아 | ~ 총221화 완결                  | 네이버웹툰   |                                                             |
| 2008년 4월 28일  | 심장이뛰다           | 백희정          | ~ 2010년 10월 24일 총117화 완결 | 네이버웹툰   |                                                             |
| 2008년 4월 28일  | 열쇠줍는아이         | 최윤진          | ~ 총155화 완결                  | 네이버웹툰   |                                                             |
| 2008년 5월 2일   | 언더프린             | 브림스          | ~ 2015년 6월 17일 총343화 완결  | 네이버 웹툰  |                                                             |
| 2008년 5월 2일   | 새끼손가락           | 이익수          | ~ 2009년 10월 13일 총75화 완결  | 네이버웹툰   |                                                             |
| 2008년 5월 6일   | 탐구생활3            | 메가쇼킹        | ~ 2009년 4월 29일 총104화 완결  | 네이버웹툰   |                                                             |
| 2008년 5월 6일   | 고향의꽃             | 한(恨)          | ~ 2009년 5월 20일 총52화 완결   | 네이버웹툰   |                                                             |
| 2008년 6월       | 정열맨 시즌1~2       | 귀귀            | ~ 2011년 8월 총61화 완결        | 네이버시리즈 |                                                             |
| 2008년 7월 2일   | 와라! 편의점         | 지강민          | ~ 2014년 5월 21일 총600화 완결  | 네이버웹툰   |                                                             |
| 2008년 7월 15일  | 아론의 무적함대      | 김미선          | ~ 2012년 1월 31일 총61화 완결   | 시리즈COMIX  |                                                             |
| 2008년 8월 5일   | 창위의일루젼         | 시우            | ~ 2009년 4월 1일 총30화 완결    | 네이버웹툰   |                                                             |
| 2008년 8월 11일  | N의등대-thecalling   | 강호진          | ~ 2009년 1월 19일 총 24화 완결  | 네이버웹툰   | 동일한 세계의 색다른 4가지 이야기,멀티 플롯 프로젝트 만화 1 |
| 2008년 8월 12일  | N의등대-눈의 등대    | 김규삼          | ~ 2009년 5월 26일 총39화 완결   | 네이버웹툰   | 동일한 세계의 색다른 4가지 이야기,멀티 플롯 프로젝트 만화 3 |
| 2008년 8월 13일  | N의등대-도망자       | 김선권          | ~ 2009년 1월 29일               | 네이버웹툰   | 동일한 세계의 색다른 4가지 이야기,멀티 플롯 프로젝트 만화 2 |
| 2008년           | 우월한 하루          | 아루아니와 칸비 | ~2009년 완결                    | 네이버웹툰   |                                                             |
| 2008년 10월 6일  | 레드초콜릿           | 정기림 , 편현아 | ~ 2011년 10월 24일 총160화 완결 |              |                                                             |
| 2008년 11월 7일  | 은하연인전           | 전광철          | ~ 2011년 7월 8일 총142화 완결   | 네이버웹툰   |                                                             |
| 2008년 11월 7일  | 리얼주주             | 손태규          | ~ 2015년 11월 27일 전369화 완결 | 네이버 웹툰  |                                                             |
| 2008년 12월 1일  | 스쿨홀릭             | 신의철          | ~ 2012년 12월 24일 총440화 완결 | 네이버웹툰   |                                                             |
| 2008년 12월 31일 | 나이스진타임         | 김진            | ~ 2010년 9월 30일 총181화 완결  | 네이버웹툰   |                                                             |
| 2008년 12월 31일 | 일상날개짓           | 나유진          | ~ 2013년 5월 12일 총267화 완결  | 네이버웹툰   |                                                             |
| 2008년 12월 31일 | 남기한 엘리트 만들기 | 미티            | ~ 총268화 완결                  | 네이버웹툰   |                                                             |

### 2009년
| 연재시작                      | 제목                   | 작가            | 연재중/완결                                                          | 연재사이트                | 비고 |
| ----------------------------- | ---------------------- | --------------- | -------------------------------------------------------------------- | ------------------------- | --- |
| 2009년                        | 기계전사109            | 김준범          | ~ 총 38화 완결                                                       | 네이버웹툰                | 1989년작을 2009년에 리메이크했다.                                                                                             |
| 2009년 2월 2일                | 슈퍼트리오             | 황미나          |                                                                      | 네이버웹툰                | |
| 2009년 2월 4일                | 가족사진               | 정병식          | ~ 2010년 1월 27일 총 52화 완결                                       | 네이버웹툰                | |
| 2009년 2월 5일                | 연옥님이 보고계셔      | 억수씨          | ~ 2010년 6월 10일 총123화 완결                                       | 네이버웹툰                | |
| 2009년 3월 17일               | 플루타크 영웅전        | 양영순          | ~ 2009년 8월 31일 총121화 완결                                       | 네이버웹툰                | |
| 2009년 4월 1일                | 보톡스                 | 황미나          | ~ 2011년 3월 22일 총93화 완결                                        | 네이버웹툰                | |
| 2009년 4월 4일                | 묵회                   | 한나            | ~ 2011년 6월 25일 총112화 완결                                       | 네이버웹툰                | |
| 2009년 4월 6일                | 구름의 노래            |                 | ~ 2010년 6월 28일. 완결                                              | 네이버웹툰                | |
| 2009년 4월 6일                | 불량 뱀파이어          | 이유정          | ~ 총123화 완결                                                       | 네이버웹툰                | |
| 2009년 4월 23일               | 두근두근두근거려       | 하일권          | ~ 총30화 완결                                                        | 네이버웹툰                | |
| 2009년 5월 13일               | 지금 우리 학교는       | 주동근          | ~ 2011년 11월 9일 총131화 완결                                       | 네이버웹툰                | |
| 2009년 6월 4일                | 번개기동대 2009        | 박성진/임성훈   | ~ 2009년 9월 24일 총17화 완결                                        | 네이버웹툰                | 대한민국 명작 만화 리메이크 3 고유성 화백의 《번개기동대》                                                                    |
| 2009년 6월 5일                | 실질객관동화           | 무적핑크        | ~ 2012년 7월 25일 총190화 완결                                       | 네이버웹툰                | |
| 2009년 6월 5일                | 진진돌이 에볼루션      | 김기정 , 윤종문 | ~ 총 176화 완결                                                      | 네이버웹툰                | |
| 2009년 6월 14일               | 로봇빠찌               | 김상욱          | ~ 2009년 9월 27일 총16화 완결                                        | 네이버웹툰                | 대한민국 명작 만화 리메이크 4 신문수 화백의 대표작 《로봇찌빠》                                                               |
| 2009년 6월 29일               | 비흔                   | 정재한, 황영찬  | ~ 2013년 5월 18일 총197화 완결                                       | 네이버웹툰                | |
| 2009년 6월 29일               | 나는 어디에 있는 거니  | 서나래          | ~ 2009년 10월 11일 총29화 완결                                       | 네이버웹툰                | |
| 2009년 6월 30일               | 흐드러지다             | 연제원          | ~ 2011년 4월 12일 총94화 완결                                        | 네이버웹툰                | |
| 2009년 7월 1일                | 개판                   | 현욱            | ~ 2013년 6월 17일 총170화 완결                                       | 네이버웹툰                | |
| 2009년 7월 1일                | 그린스마일             | 권혁주          | ~ 총89화 완결                                                        | 네이버웹툰                | |
| 2009년 7월 7일                | 연                     | 구아진          | ~ 총22화 완결                                                        | 네이버웹툰                | |
| 2009년 7월 24일(1화~)         | 체이서                 | 하준성          | ~ 2009년 12월 7일 (~35화)                                            | 다음웹툰                  | 체이서 시즌2(2010년 5월 7일/36화~2010년 9월 11일/51화) 체이서 시즌3(2011년 5월 31일/52화~2011년 11월 2일/71화) 체이서 시즌4~6 |
| 2009년 7월 31일               | 패밀리맨               | 정필원          | ~ 2010년 5월 28일 총41화 완결                                        | 네이버웹툰                | |
| 2009년 8월 1일                | 17살, 그 여름날의 기적 | 석우            | ~ 2010년 5월 29일 총45화 완결                                        |                           | |
| 2009년 8월 17일               | 판타스틱 어른백서      | 이동욱          | ~ 2010년 4월 28일 총102화 완결                                       | 네이버웹툰                | |
| 2009년 8월 27일               | 놓지마 정신줄          | 신태훈          | ~ 2016년 7월 25일 총700화 완결                                       | 네이버웹툰                | |
| 2009년 8월 27일               | 어른스러운 철구        | 해다란          | ~ 2014년 7월 31일 총132화 완결                                       | 네이버 웹툰               | 1부(2009년 8월 27일 ~ 2010년 10월 1일) 2부(2013년 7월 4일 ~ 2014년 7월 31일)                                                  |
| 2009년 10월 9일               | 고고루키루             | 한경찰          | ~ 2013년 12월 27일 총227화 완결                                      | 네이버웹툰                | |
| 2009년 10월 13일              | 몽타주                 | 단우            | ~ 2010년 5월 4일 총32화 완결                                         | 네이버웹툰                | |
| 2009년 10월 30일              | 악연                   | 황준호          | ~ 2010년 3월 16일 총21화 완결                                        | 네이버웹툰                | |
| 2009년 10월 30일              | 소설가J                | 오성대          | ~ 2010년 10월 27일 총49화 완결                                       | 네이버웹툰                | |
| 2009년 11월 6일               | 삵의 발톱              | 손영완          | ~ 2013년 7월 31일 총190화 완결                                       | 네이버웹툰                | |
| 2009년 11월 25일              | 징글정글               | 김용진          | ~ 총149화 완결                                                       | 네이버웹툰                | |
| 2009년 11월 30일              | 이말년 씨리즈          | 이말년          | ~ 2012년 12월 25일 총159화 완결                                      | 네이버웹툰                | |
| 2009년 12월 24일              | 아부쟁이               | 이익수          | ~ 2012년 10월 15일 총147화 완결                                      | 네이버웹툰                | |
| 2009년 12월 24일              | 아스란 영웅전          | 박성용          | ~ 2012년 8월 23일 총137화 완결                                       | 네이버웹툰                | |
| 2009년 12월 25일              | 겨울동화               | 심윤수          | ~ 2010년 3월 19일 총13화 완결                                        | 네이버웹툰                | |
| 2009년/ 2017년 10월6일 재연재 | 연민의 굴레            | 재활용          | ~ 2011년 9월19일 전120화(서비스종료완결)/~2018년3월28일 전161화 완결 | 시리즈코믹스/카카오페이지 | 2008년 베스트도전만화 연재 |
| 2009년                        | 괜찮아 달마과장        | 박성훈          | ~ 2015년 2월 12일 총104화 완결                                       | 네이버 웹툰               | 힘내요, 달마부장! |
| 2009년                        | 제주구슬할망           | 이하림,김병관   | ~ 완결                                                               | 네이버웹툰                | |
|                               | 내가 결혼할 때까지     | 노란구미        | 총15화 완결                                                          | 네이버웹툰                | |

### 2010년
| 연재시작         | 제목                        | 작가                          | 연재중/완결                     | 연재사이트            | 비고 |
| ---------------- | --------------------------- | ----------------------------- | ------------------------------- | --------------------- | --- |
| 2010년 10월 14일 | 러브슬립                    | 오창호                        | ~ 현재 연재 중                  | 리마스터버전          | ~ 2016년 11월 28일 (네이버웹툰 연재 종료 완결) 2020년 6월 5일 ~ 연재 중(리마스터버전)                                                                        |
| 2010년 11월      | 달빛머리                    | 홍대의                        | ~ 현재 연재 중                  | 포스타입, 딜리헙      | ~ 2013년 6월 28일 (네이버웹툰 1부 연재 종료 완결) 2016년 2월 12일 ~ 2017년 8월 18일 (코미코 2부 연재 종료 완결) 포스타입, 딜리헙 2020년 6월 1일 ~ 3부 연재중 |
| 2010년 1월 21일  | 커피우유신화                | 마사토끼 , joana              | ~ 2012년 4월 26일 총119화 완결  | 네이버웹툰            | |
| 2010년 2월 22일  | 의령수                      | 김우준                        | ~ 2010년 12월 4일 총43화 완결   | 네이버웹툰            | |
| 2010년 2월 25일  | 콘스탄쯔 이야기             | 김민정                        | ~ 2012년 2월 13일 총104화 완결  | 네이버웹툰            | |
| 2010년 3월 9일   | 멜로홀릭                    | 팀 겟네임 , 아루아니 , 김칸비 | ~ 2011년 8월 9일 총76화 완결    | 네이버웹툰            | |
| 2010년 3월 11일  | 탐구생활4                   | 메가쑈킹                      | ~ 2010년 4월 18일 총14화 완결   | 네이버웹툰            | 부재:그대와 함께 하이킹 2010년 4월 29일 연재중단 |
| 2010년 3월 29일  | 야! 오이                    | 랑또                          | ~ 2011년 12월 29일 총94화 완결  | 네이버웹툰            | |
| 2010년 3월 31일  | 바이올린처럼.               | 김윤주                        | ~ 2011년 5월 22일 총60화 완결   | 네이버웹툰            | |
| 2010년 3월 31일  | 폭풍의 전학생               | 강냉이                        | ~ 총56화 완결                   | 네이버웹툰            | |
| 2010년 3월 31일  | 스마일브러시                | 와루                          | ~ 2010년 6월 26일 총39화 완결   | 네이버웹툰            | |
| 2010년 4월 5일   | 와일드와일드워커스          | 김진태                        | ~ 2010년 11월 8일 총32화 완결   | 네이버웹툰            | |
| 2010년 5월 6일   | 특수 영능력 수사반          | 사다함                        | ~ 2020년 8월 19일 총382화 완결  | 네이버웹툰            | |
| 2010년 5월 8일   | 뜨거운 것이 좋아            | 고민정                        | ~ 2012년 3월 14일 총67화 완결   | 네이버웹툰            | |
| 2010년 5월 18일  | 공부하기 좋은 날            | 황준호                        | ~ 2010년 11월 30일 총29화 완결  | 네이버웹툰            | |
| 2010년 5월 27일  | 단군할배요                  | 호연                          | ~ 2010년 6월 26일 총39화 완결   | 네이버웹툰            | |
| 2010년 5월 31일  | 키스우드                    | 안성호                        | ~ 2011년 1월 29일 총35화 완결   | 네이버웹툰            | |
| 2010년 6월 4일   | 국가의 탄생                 | 고리타                        | ~ 2012년 5월 31일 총103화 완결  | 네이버웹툰            | |
| 2010년 6월 28일  | 안나라수마나라              | 하일권                        | ~ 2010년 12월 31일 총29화 완결  | 네이버웹툰            | |
| 2010년 7월 2일   | 스마일 브러시, 오래된 사진. | 와루                          | ~ 2011년 7월 29일 총57화 완결   | 네이버웹툰            | |
| 2010년 7월 5일   | 은밀하게 위대하게           | Hun                           | ~ 2011년 4월 28일 총67화 완결   | 다음웹툰              | |
| 2010년 7월 5일   | 은밀하게 위대하게: 슬럼버   | Hun                           | ~ 2011년 4월 28일 완결          | 다음웹툰/카카오페이지 | |
| 2010년 7월 7일   | 치즈인더트랩                | 순끼                          | ~ 2017년 4월 12일 총312화 완결  | 네이버 웹툰           | |
| 2010년 7월 7일   | 증거                        | 이승찬                        | ~ 2010년 12월 9일 총24화 완결   | 네이버웹툰            | |
| 2010년 7월 8일   | 살인자ㅇ난감                | 노마비/꼬마비                 | ~2011년 6월 3일 총54화 완결     | 네이버웹툰            | '죽음 3부작' 중 첫 번째 작품 |
| 2010년 7월 12일  | 심부름센터 K                | 김선권                        | ~ 2010년 12월 20일 총24화 완결  | 네이버웹툰            | |
| 2010년 7월 13일  | 동경소녀                    | 로보타, 김가륜                | ~ 2010년 12월 21일 총24화 완결  | 네이버웹툰            | |
| 2010년 7월 15일  | 미호이야기                  | 혜진양                        | ~ 2011년 1월 20일 총27화 완결   | 네이버웹툰            | |
| 2010년 7월 16일  | 연애세포                    | 김명현                        | ~ 2012년 3월 14일 총89화 완결   | 네이버웹툰            | |
| 2010년 8월 7일   | 굿모닝 스페이스             | 이수정                        | ~ 2011년 8월 20일 전66화 완결   | 네이버웹툰            | |
| 2010년 8월 9일   | 유토피아                    | 늑대삼                        | ~ 2012년 3월 21일 총86화 완결   | 네이버웹툰            | |
| 2010년 8월 9일   | 열아홉스물하나              | 요한, 제나                    | ~ 2011년 1월 3일 총22화 완결    |                       | |
| 2010년 9월 6일   | 그린보이                    | 정재한, 임진국                | ~ 2013년 5월 20일 총143화 완결  | 네이버웹툰            | |
| 2010년 9월 6일   | 테제                        | 하람, 지야                    | ~ 2011년 7월 15일 총46화 완결   |                       | |
| 2010년 9월 17일  | 견우와 직녀                 | 유리아                        | ~ 2011년 5월 4일 총34화 완결    |                       | |
| 2010년 10월 30일 | 방울토마토                  | 조양                          | ~ 2012년 10월 19일 전104화 완결 | 네이버웹툰            | |
| 2010년 11월 4일  | 옆집 화랑                   | 최남새                        | ~ 2012년 10월 26일 총105화 완결 | 네이버웹툰            | |
| 2010년 11월 4일  | 스토커                      | 단우                          | ~ 2011년 7월 31일 총40화 완결   |                       | |
| 2010년 11월 11일 | 질풍기획                    | 이현민                        | ~ 2012년 6월 6일 총84화 완결    | 네이버웹툰            | |
| 2010년 11월 15일 | LOST                        | 정민용                        | ~ 2012년 2월 7일 총66화 완결    | 네이버웹툰            | |
| 2010년 11월 15일 | 프로젝트 X                  | 태발                          | ~ 총36화 완결                   | 네이버웹툰            | |
| 2010년 11월 16일 | 그런지                      | 김이랑                        | ~ 2012년 3월 28일 총69화 완결   | 네이버웹툰            | |
| 2010년 11월 19일 | MODERN BOYS                 | 기린                          | ~ 2012년 6월 26일 총53화 완결   | 네이버웹툰            | |
| 2010년 11월 22일 | 별의 유언                   | 후은                          | ~ 2012년 5월 2일 총79화 완결    | 네이버웹툰            | |
| 2010년 12월      | 전설의 주먹                 |                               | 2011년 12월 완결                | 다음웹툰              | 영화 《전설의 주먹》 |
| 2010년 12월 16일 | 지원                        | 한(恨)                        | ~ 2011년 11월 29일 총54화 완결  |                       | |
| 2010년 11월 18일 | 소년전(Limit)               | 라디야                        | ~ 2013년 6월 19일 총136화 완결  | 네이버웹툰            | |
| 2010년 12월 22일 | 혜성같은 소년               | 한혜연                        | ~ 2011년 4월 6일 총16화 완결    |                       | |
| 2010년 12월 28일 | 리턴                        | 송래현                        | ~ 2011년 4월 26일 총18화 완결   |                       | 차성진 《리턴》 리메이크 |
| 2010년           | 자율공상축구탐구만화        | 조석                          | ~ 2012년 7월 10일 총113화 완결  | 네이버웹툰            | |
| 2010년           | 거상 김만덕                 | 신지상, 오은지                | ~ 2010년 12월 14일 총28화 완결  | 네이버웹툰            | |
| 2010년           | 므시미르                    | 김태형, 백제환                | ~ 총20화 완결                   | 네이버웹툰            | |
| 2010년           | 권번기생 비밀의 기억        | 조원행                        | ~ 완결                          | 네이버웹툰            | |
|                  | 황금짱순이                  | 장현필                        | ~ 완결                          | 네이버웹툰            | 영화감독출신 |
|                  | 피터팬날다                  | 서랍천사                      | ~ 2010년 11월 29일 총81화 완결  | 네이버웹툰            | |
|                  | TLT 시즌2                   | 박성진, 김정기                |                                 | 네이버웹툰            | |

## 목록(2011~2020)

### 2011년
| 연재시작         | 제목                        | 작가 | 연재중/완결                                | 연재사이트     | 비고                                              |
| ---------------- | --------------------------- | --- | ------------------------------------------ | -------------- | ------------------------------------------------- |
| 2011년 9월 15일  | 창백한 말                   | 추혜연 | ~ 현재 수요일 연재중                       | 다음웹툰       | 1부(시즌1~2) 2부(외전포함)                        |
| 2011년 11월 1일  | 에이머                      | 구동인 | ~ 현재 화요일 연재중                       | 네이버 웹툰    |                                                   |
| 2011년 5월 8일   | 시간의 섬                   | 이아 | ~ 현재 일요일 휴재중                       | 네이버 웹툰    | 2014년 9월 8일 144화 이후 휴재                    |
| 2011년 9월 7일   | 문아                        | 팬마 | ~ 2015년 5월 26일 194화 이후 현재 연재중단 | 네이버 웹툰    | 연재당시 매주 수요일 연재                         |
| 2011년 1월 15일  | 요리대마왕                  | 랑또 | ~ 2012년 2월 11일 총57화 완결              | 네이버웹툰     |                                                   |
| 2011년 1월 16일  | 용의 아들 최창식 시즌1      | 임인스 | ~ 2013년 1월 12일                          | 레진코믹스     | 네이버웹툰(시즌1)->레진코믹스(시즌2)              |
| 2011년 2월 5일   | 오렌지마말레이드            | 석우 | ~ 2013년 12월 29일 총125화 완결            | 네이버 웹툰    |                                                   |
| 2011년 2월 10일  | 사랑의 아쿠아리움           | TGM, 린다 | ~ 2013년 9월 15일 총137화 완결             | 네이버웹툰     |                                                   |
| 2011년 2월 18일  | 웨스트우드 비브라토         | 윤인완 , 김선희 | ~ 2012년 12월 3일 총48화 완결              | 네이버웹툰     |                                                   |
| 2011년 2월 18일  | 뷰티플 게임                 | 박능출 , 박준규 | ~ 2011년 6월 10일 총17화 완결              | 네이버웹툰     | 2011년06월10일부로 네이버와 계약종료인한 조기완결 |
| 2011년 2월 18일  | 롤랑 수도원사건일지         | 이윤희 | ~ 2011년 10월 8일                          | 네이버웹툰     |                                                   |
| 2011년 3월 4일   | 봄이여 오라                 | 샐비 | ~ 2012년 2월 17일 총 51화 완결             | 네이버웹툰     |                                                   |
| 2011년 3월 8일   | 얼룩말                      | 자유 | 2012년 2월 23일 총25화 완결                | 네이버웹툰     |                                                   |
| 2011년 3월 10일  | 잉잉잉                      | 황준호, 수연 | ~ 2011년 9월 1일 총26화 완결               | 네이버웹툰     |                                                   |
| 2011년 3월 21일  | 영웅열공전                  | 김진태 | ~ 2013년 11월 24일 총141화 완결            | 네이버웹툰     |                                                   |
| 2011년 3월 31일  | 멍순이                      | 김달님 | ~ 2012년 4월 30일 총53화 완결              | 네이버웹툰     |                                                   |
| 2011년 4월 2일   | 혈액형에 관한 간단한 고찰   | 박동선 | ~ 2015년 2월 27일 총226화 완결             | 네이버 웹툰    |                                                   |
| 2011년 4월 4일   | 다욤이의 다이어트 다이어리  | 심윤수 , 아키 | ~ 2011년 10월 10일 총55화 완결             | 네이버웹툰     |                                                   |
| 2011년 4월 6일   | 봉봉오쇼콜라                | 오성대 | ~ 총73화 완결                              | 네이버웹툰     |                                                   |
| 2011년 4월 8일   | 우연일까?                   | 남지은 , 김인호 | ~ 총69화 완결                              | 네이버웹툰     | 네이버북스 (12화부터69화)                         |
| 2011년 4월 11일  | 고시생툰                    | seri | ~ 2012년 4월 30일 총56화 완결              | 네이버웹툰     |                                                   |
| 2011년 4월 28일  | 정상회담: 스틸레인3         | 양우석, 제피가루 | ~ 2012년 1월 5일                           | 다음만화속세상 |                                                   |
| 2011년 4월 29일  | 아이고 (IGO)                | 김우준 | ~ 2012년 4월 27일 완결                     | 시리즈COMIX    |                                                   |
| 2011년 5월 5일   | 패션왕                      | 기안84 | ~ 2013년 6월 5일 총100화 완결              | 네이버웹툰     |                                                   |
| 2011년 5월 7일   | 기태류                      | 배드이리 | ~ 2013년 11월 29일 총133화 완결            | 네이버웹툰     |                                                   |
| 2011년 5월 18일  | 움비처럼                    | 권혁주 | ~ 2013년 11월 5일 총254화 완결             | 네이버웹툰     |                                                   |
| 2011년 6월 3일   | 오란씨 100                  | 박민경 | ~ 2012년 11월 15일 총76화 완결             | 네이버웹툰     |                                                   |
| 2011년 6월 7일   | 오늘의 낭만부               | 억수씨 | ~ 2013년 5월 30일 총103화 완결             | 네이버웹툰     |                                                   |
| 2011년 6월 7일   | 길에서 만나다               | 쥬드 프라이데이 | ~ 2013년 1월 17일 총103화 완결             | 네이버웹툰     |                                                   |
| 2011년 6월 8일   | 지상 최악의 소년            | 정필원 | ~ 총34화 완결                              | 네이버웹툰     |                                                   |
| 2011년 6월 14일  | 타임인조선                  | 이윤창 | ~ 2013년 8월 19일 총112화 완결             | 네이버웹툰     |                                                   |
| 2011년 7월 12일  | 2011 미스테리 단편          | 황준호, 연제원, 이승찬, 린다/TGM, 호랑, 김은효/김영지, 임인스/송래현, 황영찬, 유리아, 이승찬, 밀치, 고아라, 최윤진, SIU/강임, 유상모, 혜진양, 샐비, 쥬드 프라이데이, 라디야, 꼬마비/노마비 | ~ 2011년 9월 17일 총30화 완결              | 네이버웹툰     | 25인 릴레이웹툰                                   |
| 2011. 07. 14.    | 목욕의 신                   | 하일권 | 2012. 02. 23. 총31화 완결                  | 네이버웹툰     |                                                   |
| 2011년 8월 17일  | 은하수의 히치하이킹         | 시리얼 | ~ 2011년 12월 20일 총87화 완결             | 시리즈COMIX    |                                                   |
| 2011년 8월 8일   | 리버스                      | 임달영 , 이수현 | ~ 총69화 완결                              | 네이버웹툰     |                                                   |
| 2011년 9월 30일  | 달콤한 인생                 | 이동건 | ~ 2013년 4월 28일 총162화 완결             | 네이버웹툰     |                                                   |
| 2011년 10월 1일  | 나란의사 그런의사           | 유성연 | ~ 총48화 완결                              | 네이버웹툰     |                                                   |
| 2011년 10월 3일  | 블라인드 메르헨             | 윤현석, 연우 | ~ 총26화 완결                              | 네이버웹툰     |                                                   |
| 2011년 10월 5일  | 헬퍼                        | 삭 | ~ 2015년 6월 2일 총189화 완결              | 네이버웹툰     |                                                   |
| 2011년 10월 15일 | 격투기특성화사립고교 극지고 | 허일 | ~ 2015년 4월 10일 총148화 완결             | 네이버 웹툰    | ~2013년 3월 22일(시즌1) 시즌2(2013년 3월 22일 ~)  |
| 2011년 11월 2일  | 이런 영웅은 싫어            | 삼촌 | ~ 2017년 9월 19일 총303화 완결             | 네이버 웹툰    |                                                   |
| 2011년 11월 3일  | 초록인간                    | 태발 | ~ 총39화 완결                              | 네이버웹툰     |                                                   |
| 2011년 11월 5일  | 스마트폰 게임 개발 이야기   | 유영욱 | ~ 2012년 12월 29일 총59화 완결             | 네이버웹툰     |                                                   |
| 2011년 11월 6일  | 카오스어택                  | 맛스타 | ~ 2013년 7월 27일 총87화 완결              | 네이버웹툰     |                                                   |
| 2011년 11월 6일  | 고삼이 집나갔다             | 미티 | ~ 2013년 1월 19일 총64화 완결              | 네이버웹툰     |                                                   |
| 2011년 11월 7일  | 한섬세대                    | 유승진 | ~ 2012년 8월 12일 총41화 완결              | 네이버웹툰     |                                                   |
| 2011년 12월 1일  | 바람이 머무는 난            | 신월 | ~ 2015년 9월 23일 총184화 완결             | 네이버 웹툰    |                                                   |
| 2011년 12월 1일  | 부토                        | 정현주 | ~ 2012년 4월 19일 총43화 완결              | 네이버웹툰     |                                                   |
| 2011년 12월 2일  | S라인                       | 꼬마비 | ~ 2012년 11월 22일 총52화 완결             | 네이버웹툰     |                                                   |
| 2011년 12월 5일  | 꽃밭에솔                    | 209 | ~ 2013년 1월 27일 총62화 완결              | 네이버웹툰     |                                                   |
| 2011년 12월 9일  | 라이징패스트볼              | 박현수 | ~ 총109화 완결                             | 네이버웹툰     |                                                   |
| 2011년 12월 10일 | 연 시즌2                    | 구아진 | ~ 2012년 8월 26일 총36화 완결              | 네이버웹툰     |                                                   |
| 2011년           | 삐뚤빼뚤해도 괜찮아         | 김진 | 완결                                       | 네이버웹툰     | 2019년 5월 9일부로 네이버 웹툰에서 서비스 종료    |
| 2011년           | 까치 우는 날                | 누비 | ~ 2011년 9월 8일 총30화 완결               | 네이버웹툰     |                                                   |

### 2012년
| 연재시작         | 제목                    | 작가                   | 연재중/완결                     | 연재사이트            | 비고                                                                                                |
| ---------------- | ----------------------- | ---------------------- | ------------------------------- | --------------------- | --------------------------------------------------------------------------------------------------- |
| 2012년 1월 17일  | 미생 시즌2-2부          | 윤태호                 | ~ 현재 월요일 연재중            | 다음웹툰/카카오페이지 | 시즌1(~ 2013년 7월 19일 145화 완결) 다음웹툰 시즌2-1부(2015년 11월 10일 ~ 2018년 5월 19일) 다음웹툰 |
| 2012년 1월 8일   | 비바 산티아고           | 김용진                 | ~ 총70화 완결                   | 네이버웹툰            | |
| 2012년 1월 17일  | 나는 엄마다             | 순두부                 | ~ 2013년 9월 17일 총19화 완결   | 네이버 베스트도전     | |
| 2012년 1월 23일  | 폭풍의 전학생 - 리부트  | 강냉이                 | ~ 총19화 완결                   | 네이버웹툰            | |
| 2012년 2월 2일   | 제페토                  | 연제원                 | ~ 2015년 6월 3일 총166화 완결   | 네이버 웹툰           | |
| 2012년 2월 6일   | 월남특급                | 혜원                   | ~ 2013년 11월 25일 총94화 완결  | 네이버웹툰            | |
| 2012년 2월 6일   | 악당의 사연             | 랑또                   | ~ 2012년 9월 18일 총67화 완결   | 네이버웹툰            | |
| 2012년 2월 15일  | 키드갱                  | 신영우                 | ~ 완결                          | 네이버웹툰            | |
| 2012년 2월 29일  | MY OH                   | 박카린                 | ~ 2015년 4월 28일 총166화 완결  | 네이버 웹툰           | |
| 2012년 3월 1일   | 미숙한 친구는 G구인     | 최삡빱                 | ~ 2013년 12월 11일 총93화 완결  | 네이버웹툰            | |
| 2012년           | 투명살인                | 돌연변이               | ~ 2012년 7월 26일 총25화 완결   | 네이버웹툰            | |
| 2012년 3월 3일   | 좀비를 위한 나라는 없다 | 모래인간               | ~ 2014년 2월 7일 총100화 완결   | 네이버웹툰            | |
| 2012년 3월 22일  | 삼봉이발소              | 하일권                 | ~ 2012년 11월 28일 총37화 완결  | 네이버웹툰            | |
| 2012년 4월 7일   | 기타맨                  | 손규호                 | ~ 2013년 6월 21일 총64화 완결   | 네이버웹툰            | |
| 2012년 4월 17일  | 한줌물망초              | 혜진양                 | ~ 2014년 2월 10일 총96화 완결   | 네이버웹툰            | |
| 2012년 4월 17일  | 스페이스 차이나드레스   | 최봉수, 원현재         | ~ 2015년 12월 21일 총177화 완결 | 네이버 웹툰           | |
| 2012년 4월 20일  | 아는사람 이야기         | 오묘                   | ~ 2013년 6월 6일 총61화 완결    | 네이버웹툰            | |
| 2012년 4월 22일  | 아이들의 권 선생님      | 호우                   | ~ 2013년 11월 30일 총85화       | 네이버웹툰            | |
| 2012년 4월 30일  | 노네임드 (NoNameD)      | 문지현                 | ~ 2015년 7월 12일 총163화 완결  | 네이버 웹툰           | |
| 2012년 5월 3일   | 기사도                  | 환쟁이                 | ~ 2014년 1월 1일 총87화 완결    | 네이버웹툰            | |
| 2012년 5월 14일  | 키드갱 시즌2            | 신영우                 | ~ 2014년 1월 6일 총88화 완결    | 네이버웹툰            | |
| 2012년 5월 20일  | 후유증                  | 김선권                 | ~ 2016년 1월 23일 총31화 완결   | 네이버웹툰            | |
| 2012년 6월 6일   | 모두에게 완자가         | 완자                   | ~ 2015년 2월 14일 총271화 완결  | 네이버 웹툰           | |
| 2012년 6월 12일  | ENT.                    | 박미숙, 강은영         | ~ 2013년 12월 31일 총51화 완결  | 네이버웹툰            | |
| 2012년 6월 21일  | 레사 시즌1              | POGO                   | ~ 2013년 8월 1일 총59화 완결    | 네이버웹툰            | |
| 2012년 6월 24일  | 강시대소동              | 주동근                 | ~ 2014년 7월 27일 총107화 완결  | 네이버웹툽            | |
| 2012년 8월 1일   | 사랑일까?               | 남지은, 김인호         | ~ 2013년 6월 26일 총94화 완결   | 네이버웹툰            | |
| 2012년 8월 16일  | 빵점동맹                | 마사토끼, joana        | ~ 2014년 2월 19일 총76화 완결   | 네이버웹툰            | |
| 2012년 8월 24일  | 언더클래스 히어로       | 김우준                 | ~ 2015년 8월 14일 총157화 완결  | 네이버 웹툰           | |
| 2012년 8월 29일  | 한 살이라도 어릴 때     | 서나래 , 김진 , 필냉이 | ~ 2012년 11월 30일 총28화 완결  | 네이버웹툰            | |
| 2012년 8월 31일  | 새벽9시                 | 서재일                 | ~ 2013년 12월 13일 총47화 완결  | 네이버웹툰            | |
| 2012년 9월 4일   | 무한동력                | 주호민                 | ~ 총103화 완결                  | 네이버웹툰            | |
| 2012년 9월 11일  | 파라다이스              | 황미나                 | ~ 2015년 3월 10일 총127화 완결  | 네이버 웹툰           | |
| 2012년 9월 18일  | 웃지 않는 개그반        | 현용민                 | ~ 2017년 9월 26일 완결          | 네이버 웹툰           | 2부(~2014년 3월 25일)                                                                               |
| 2012년 9월 23일  | 꽃가족                  | 이상신, 국중록         | ~ 2014년 9월 28일 총207화 완결  | 네이버웹툽            | |
| 2012년 9월 26일  | 네로의 실험실           | 외눈박이, 시현         | ~ 2013년 12월 4일 총63화 완결   | 네이버웹툰            | |
| 2012년 9월 27일  | 그녀는 흡!혈귀          | 정성완                 | ~ 2014년 3월 20일 총77화 완결   | 네이버웹툰            | |
| 2012년 9월 28일  | 위아더 능력자!          | 손하기                 | ~ 2013년 9월 27일 총54화 완결   | 네이버웹툰            | |
| 2012년 10월 4일  | MLB카툰                 | 최훈                   | ~ 총704화 완결                  | 네이버웹툰            | |
| 2012년 10월 4일  | 금요일                  | 배진수                 | ~ 2014년 9월 12일               | 네이버웹툽            | |
| 2012년           | wish-마녀의 시간        | 한송이                 | ~ 2012년 7월 28일 총25화 완결   | 네이버웹툰            | |
| 2012년 10월 7일  | 신령                    | 이혜                   | ~ 2015년 8월 30일 총142화 완결  | 네이버 웹툰           | |
| 2012년 10월 8일  | 시큼새큼                | 묘니                   | ~ 2015년 9월 21일 총141화 완결  | 네이버 웹툰           | |
| 2012년 10월 12일 | 아빠를 찾습니다         | 동비                   | ~ 2013년 9월 27일 총52화 완결   | 네이버웹툰            | |
| 2012년 10월 19일 | 어빌리티 시즌1          | 손제호/이광수          | ~ 2014년 1월 22일 총61화 완결   | 네이버웹툰            | |
| 2012년 10월 19일 | 닭통령 계양반           | 미티                   | ~ 총33화 완결                   | 네이버웹툰            | |
| 2012년 10월 19일 | 버프소녀 오오라         | 김규삼                 | ~ 2014년 9월 28일 총100화 완결  | 네이버웹툽            | |
| 2012년 11월 17일 | 방과후 전쟁활동         | 하일권                 | ~ 2013년 12월 21일 총51화 완결  | 네이버웹툰            | |
| 2012년 11월 19일 | 나의 목소리를 들어라    | 이현민                 | ~ 2013년 7월 15일 총38화 완결   | 네이버웹툰            | |
| 2012년 12월 2일  | 스펙트럼 분석기         | 도국                   | ~ 2013년 3월 31일 총17화 완결   | 네이버웹툰            | |
| 2012년 12월 6일  | 진진돌이 제로           | 윤종문                 | ~ 2013년 8월 29일 총39화 완결   | 네이버웹툰            | |
| 2012년 12월 7일  | 모던패밀리              | 외눈박이, 시현         | ~ 2014년 3월 7일 총66화 완결    | 네이버웹툰            | |
| 2012년 12월 8일  | SM 플레이어             | 랑또                   | ~ 2014년 12월 27일 총109화 완결 | 네이버 웹툽           | 시즌1 ~ 2013년 11월 30일 시즌2 2013년 12월 7일 ~ 2014년 12월 27일                                   |
| 2012년 12월 17일 | 인형의 기사             | 신의철 , 손두락        | ~ 2013년 6월 17일 총27화 완결   | 네이버웹툰            | |
| 2012년 12월 27일 | 경운기를 탄 왕자님      | 무적핑크               | ~ 2013년 4월 25일 총 18화 완결  | 네이버웹툰            | |
| 2012년           | 플라스틱 걸             | 리나 , 류채린          | ~ 2012년 7월 11일 총 24화 완결  | 네이버웹툰            | |
| 2012년           | 우주전함 몰라몰라       | 고리타                 | ~ 2013년 6월 20일 총37화 완결   | 네이버웹툽            | |
|                  | 코믹맨 블루스           | 유상모                 |                                 | 네이버웹툽            | |

### 2013년
| 연재시작         | 제목                         | 작가                                                                                         | 연재중/완결                          | 연재사이트            | 비고                                                                                           |
| ---------------- | ---------------------------- | -------------------------------------------------------------------------------------------- | ------------------------------------ | --------------------- | ---------------------------------------------------------------------------------------------- |
| 2013년 9월 4일   | 연애혁명                     | 232                                                                                          | ~ 현재 목요웹툰 연재중               | 네이버웹툰            |                                                                                                |
| 2013년 12월 9일  | 윈드브레이커                 | 조용석                                                                                       | ~ 현재 월요일 연재중                 | 네이버웹툰            | 4부(2022년 3월 14일 ~)                                                                         |
| 2013년           | 모디파이                     | 임달영, 이수현                                                                               | 연재중단                             | 네이버 웹툰           | 2014년 10월 12일 연재중단                                                                      |
| 2013년 1월 5일   | 기적! 우리에게 일어난 일들   | 태발                                                                                         | ~ 2014년 6월 7일 총75화 완결         | 네이버 웹툰           |                                                                                                |
| 2013년 1월 6일   | 사랑을 연기하다              | 김작가, 유성연                                                                               | ~ 총25화 완결                        | 네이버웹툰            |                                                                                                |
| 2013년 1월 8일   | 맛집남녀                     | 츄플엣지                                                                                     | ~ 2013년 12월 10일 총49화 완결       | 네이버웹툰            |                                                                                                |
| 2013년 1월 9일   | 차차차                       | 한나                                                                                         | ~ 2015년 6월 24일 총128화 완결       | 네이버 웹툰           |                                                                                                |
| 2013년 1월 11일  | 코끼리를 끌어안는 방법       | 백희정                                                                                       | ~ 2014년 4월 18일 총63화 완결        | 네이버 웹툰           |                                                                                                |
| 2013년 1월 12일  | 독신으로 살겠다              | 선정성                                                                                       | ~ 2016년 9월 4일 총127화 완결        | 네이버 웹툰           |                                                                                                |
| 2013년 1월 18일  | 투엔티스                     | 김명현                                                                                       | ~ 2014년 7월 18일 총78화 완결        | 네이버 웹툰           |                                                                                                |
| 2013년 2월 5일   | 장미아파트 공경비            | 권정희, 박병규                                                                               | ~ 2015년 10월 7일 총128화 완결       | 네이버 웹툰           |                                                                                                |
| 2013년 2월 6일   | 싸귀2: 퇴마록                | 임인스                                                                                       | ~ 2015년 1월 14일 총76화 완결        | 네이버 웹툰           |                                                                                                |
| 2013년 3월 5일   | 바람의 색                    | 재아, 임광묵                                                                                 | ~ 2013년 9월 24일 총30화 완결        | 네이버웹툰            |                                                                                                |
| 2013년 3월 6일   | 내일은 웹툰                  | 신의철                                                                                       | ~ 총86화 완결                        | 네이버웹툰            |                                                                                                |
| 2013년 3월 7일   | 국립자유경제 고등학교 세실고 | 양혜석, 타파리                                                                               | ~ 2014년 2월 16일 총51화 완결        | 네이버웹툰            |                                                                                                |
| 2013년 3월 11일  | 레인보우 로즈                | 김예린, 장유라                                                                               | ~ 2013년 9월 9일 총28화 완결         | 네이버웹툰            |                                                                                                |
| 2013년 3월 15일  | 새와 같이                    | 후은                                                                                         | ~ 2014년 3월 14일 총53화 완결        | 네이버웹툰            |                                                                                                |
| 2013년 4월 13일  | 악플게임                     | 미티                                                                                         | ~ 2014년 2월 15일 총45화 완결        | 네이버웹툰            |                                                                                                |
| 2013년 5월 9일   | 수업시간그녀                 | 박수봉                                                                                       | ~ 2013년 11월 21일 총29화 완결       | 네이버웹툰            |                                                                                                |
| 2013년 5월 12일  | 미선 임파서블                | 이수민                                                                                       | ~ 2015년 1월 18일 총89화 완결        | 네이버 웹툰           |                                                                                                |
| 2013년 5월 13일  | 그날의 생존자들              | 김선권                                                                                       | ~ 2014년 1월 27일 총38화 완결        | 네이버웹툰            |                                                                                                |
| 2013년 5월 18일  | 다이스                       | 윤현석                                                                                       | ~ 2021년 7월 25일 총393화 완결       | 네이버웹툰            |                                                                                                |
| 2013년 6월 8일   | 피리부는 남자                | 박찬호, 차용운                                                                               | ~ 2014년 7월 12일 총53화 완결        | 네이버 웹툰           |                                                                                                |
| 2013년 6월 9일   | 뱀파이어                     | 오세형                                                                                       | ~ 2015년 1월 18일 총71화 완결        | 네이버 웹툰           |                                                                                                |
| 2013년 6월 10일  | 플로우                       | 허니비                                                                                       | ~ 2015년 6월 15일 총106화 완결       | 네이버 웹툰           |                                                                                                |
| 2013년 6월 12일  | 아랫집 시누이                | 김진                                                                                         | ~ 2013년 12월 22일 총57화 완결       | 네이버웹툰            |                                                                                                |
| 2013년 6월 14일  | OH, MY GOD!                  | 강지영, 한예지                                                                               | ~ 2013년 12월 13일 총27화 완결       | 네이버웹툰            |                                                                                                |
| 2013년 7월 2일   | 용이산다                     | 초                                                                                           | ~ 2020년 2월 21일 총197화 완결       | 네이버 웹툰           |                                                                                                |
| 2013년 7월 8일   | 아이들은 즐겁다              | 허5파6                                                                                       | ~ 2014년 5월 20일 총57화 완결        | 네이버 웹툰           |                                                                                                |
| 2013년 7월 9일   | 우리의 이상한 여행           | 최경아                                                                                       | ~ 2014년 4월 24일 총40화 완결        | 네이버 웹툰           |                                                                                                |
| 2013년 7월 14일  | 열무가 익어간다              | 박민경                                                                                       | ~ 2014년 6월 1일 총47화 완결         | 네이버 웹툰           |                                                                                                |
| 2013년 7월 22일  | 2013 전설의 고향             | 임진국, 윤인완&김선희, 손규호, 허니비, 김우준, POGO, 배진수&이혜, 억수씨, 최남새, 심윤수, 등 | ~ 2013년 9월 29일 총50화 완결        | 네이버웹툰            |                                                                                                |
| 2013년 8월 3일   | 소나기야                     | 와루                                                                                         | ~ 2014년 1월 18일 총26화 완결        | 네이버웹툰            |                                                                                                |
| 2013년 8월 4일   | 네가 없는 세상               | 시니/혀노                                                                                    | ~ 2014년 3월 23일 총35화 완결        | 네이버 웹툰           |                                                                                                |
| 2013년 8월 13일  | 판타지스케치 - 더 게임       | 엄재경, 천범식                                                                               | ~ 2014년 3월 18일 총33화 완결        | 네이버웹툰            |                                                                                                |
| 2013년 8월 15일  | 리즌                         | 이익수                                                                                       | ~ 2015년 1월 1일 총71화 완결         | 네이버 웹툰           |                                                                                                |
| 2013년 10월 18일 | 죄의 파편                    | 이승찬                                                                                       | ~ 2014년 5월 16일 총31화 완결        | 네이버 웹툰           |                                                                                                |
| 2013년 10월 28일 | 은밀하게 위대하게2           | Hun                                                                                          | ~ 2014년 8월 11일 총45화완결         | 다음웹툰/카카오페이지 |                                                                                                |
| 2013년 10월 31일 | 스튜디오 짭쪼롬              | 오묘                                                                                         | ~ 2015년 3월 19일 총69화 완결        | 네이버 웹툰           |                                                                                                |
| 2013년 11월 6일  | 샌프란시스코 화랑관          | 돌배                                                                                         | ~ 2016년 3월 9일 총121화 완결        | 네이버 웹툰           |                                                                                                |
| 2013년 11월 6일  | 매지컬 고삼즈                | seri, 비완                                                                                   | ~ 2016년 11월 16일 총147화 완결      | 네이버 웹툰           |                                                                                                |
| 2013년 11월 7일  | 찌질의 역사                  | 김풍, 심윤수                                                                                 | ~ 2017년 3월 8일 총93화 완결         | 네이버 웹툰           | 시즌1(~2014년 6월 27일) 시즌2(2014년 11월 13일 ~ 2015년 5월 15일) 시즌3(2016년 8월 3일 ~ 완결) |
| 2013년 11월 11일 | 실질객관영화                 | 무적핑크                                                                                     | ~ 2014년 5월 16일 총31화 완결        | 네이버 웹툰           |                                                                                                |
| 2013년 12월 5일  | 레사 시즌2                   | POGO                                                                                         | ~ 2016년 2월 11일 총108화 시즌2 완결 | 네이버웹툰            | ~ 2020년 11월 17일 전122화 시즌3 완결                                                          |
| 2013년 12월 5일  | 이말년 서유기                | 이말년                                                                                       | ~ 2016년 9월 8일 총136화 완결        | 네이버 웹툰           |                                                                                                |
| 2013년 12월 6일  | 드레곤레시피                 | ELDO, 엽                                                                                     | ~ 2014년 7월 8일 총32화 완결         | 네이버 웹툰           |                                                                                                |
| 2013년 12월 7일  | 너와 너 사이                 | 오지혜                                                                                       | ~ 2014년 5월 24일 총25화 완결        | 네이버 웹툰           |                                                                                                |
| 2013년 12월 12일 | 안 돼요 마왕님!              | 마로                                                                                         | ~ 2015년 9월 24일 총83화 완결        | 네이버 웹툰           |                                                                                                |

### 2014년
| 연재시작         | 제목                        | 작가             | 연재중/완결                     | 연재사이트  | 비고                                             |
| ---------------- | --------------------------- | ---------------- | ------------------------------- | ----------- | ------------------------------------------------ |
| 2014년 3월 3일   | 윌유메리미                  | 마인드C          | ~ 현재 화•토요일 연재중         | 네이버웹툰  | 시즌1(~ 2016년 9월 3일) 시즌2(2016년 9월 10일 ~) |
| 2014년 10월 6일  | 일단 질러! 질렐루야         | yami             | ~ 현재월요일 연재중             | 네이버 웹툰 |                                                  |
| 2014년 11월 20일 | 외모지상주의                | 박태준           | ~ 현재금요일 연재중             | 네이버 웹툰 |                                                  |
| 2014년 7월 1일   | 블랙시저스                  | 유령             | 휴재중                          | 네이버 웹툰 | ~ 2015년 8월 19일 이후 병가중                    |
| 2014년 1월 5일   | 미결                        | 꼬마비           | ~ 2015년 1월 4일 전53화 완결    | 네이버 웹툰 |                                                  |
| 2014년 1월 8일   | 아프니까 병원이다           | 고리타           | ~ 2014년 11월 28일 전95화 완결  | 네이버 웹툰 |                                                  |
| 2014년 1월 13일  | 늘 푸른 찻집                | 고병준, 제뉴     | ~ 2015년 12월 14일 전101화 완결 | 네이버 웹툰 |                                                  |
| 2014년 1월 13일  | 질풍기획 시즌2              | 이현민(몰락인생) | ~ 2015년 6월 8일                | 네이버 웹툰 |                                                  |
| 2014년 1월 15일  | 레드카펫                    | 임진국           | ~ 전31화 완결                   | 네이버 웹툰 |                                                  |
| 2014년 1월 16일  | 소년들은 무엇을 하고 있을까 | 컷부             | ~ 2014년 10월 30일 전125화 완결 | 네이버 웹툰 |                                                  |
| 2014년 2월 1일   | 심연의 하늘                 | 김선희, 윤인완   | ~ 2018년 6월 25일 전116화 완결  | 네이버 웹툰 |                                                  |
| 2014년 2월 15일  | 퇴마전쟁                    | 한(恨)           | ~ 2015년 2월 21일 전53화 완결   | 네이버 웹툰 |                                                  |
| 2014년 2월 15일  | 운빨로맨스                  | 김달님           | ~ 2014년 11월 22일 전41화 완결  | 네이버 웹툰 |                                                  |
| 2014년 3월 14일  | 미쳐 날뛰는 생활툰          | Song             | ~ 2014년 11월 14일 전36화 완결  | 네이버 웹툰 |                                                  |
| 2014년 4월 13일  | 일등당첨                    | 미티             | ~ 2015년 9월 6일 전74화 완결    | 네이버 웹툰 |                                                  |
| 2014년 5월 4일   | 프린스의 왕자               | 재아, SE         | ~ 2016년 5월 1일 전64화 완결    | 네이버 웹툰 |                                                  |
| 2014년 5월 4일   | 섀도우                      | 유느진, 해진     | ~ 2014년 7월 27일 전13화 완결   | 네이버 웹툰 |                                                  |
| 2014년 5월 7일   | 헬로 미스터 테디            | 아지             | ~ 2014년 7월 23일 전13화 완결   | 네이버 웹툰 |                                                  |
| 2014년 5월 10일  | 마녀사냥                    | 박소             | ~ 2016년 1월 16일 전89화 완결   | 네이버웹툰  |                                                  |
| 2014년 5월 11일  | 모태솔로수용소              | 석재윤           | ~ 2018년 8월 13일 전67화 완결   | 네이버 웹툰 |                                                  |
| 2014년 5월 13일  | 붉은 실                     | 동비             | ~ 2015년 5월 19일 전54화 완결   | 네이버 웹툰 |                                                  |
| 2014년 5월 16일  | 아메리카노 엑소더스         | 박지은           | ~ 2019년 2월 8일 전197화 완결   | 네이버웹툰  |                                                  |
| 2014년 5월 19일  | 출격!반보트                 | TGM / 린자       | ~ 2014년 12월 8일 전30화 완결   | 네이버 웹툰 |                                                  |
| 2014년 6월 13일  | 시타를 위하여               | 하가             | ~ 2014년 9월 12일 전14화 완결   | 네이버 웹툰 |                                                  |
| 2014년 6월 14일  | 버퍼링                      | 최홍준           | ~ 2015년 5월 30일 전47화 완결   | 네이버 웹툰 |                                                  |
| 2014년 7월 1일   | 나는 너를 보았다            | 모래인간/티오비  | ~ 2015년 12월 1일 전76화 완결   | 네이버 웹툰 |                                                  |
| 2014년 7월 5일   | 데드데이즈(DEAD DAYS)       | DEY              | ~ 2015년 10월 31일 전62화 완결  | 네이버 웹툰 |                                                  |
| 2014년 7월 6일   | 2024                        | JQ/서재일        | ~ 2015년 10월 4일 전50화 완결   | 네이버 웹툰 |                                                  |
| 2014년 7월 7일   | 불만시대                    | 김8              | ~ 2015년 6월 26일 전102화 완결  | 네이버 웹툰 |                                                  |
| 2014년 7월 21일  | 크레이터                    | 태발             | ~ 2015년 9월 20일 전62화 완결   | 네이버 웹툰 |                                                  |
| 2014년 8월 5일   | 빙의                        | 후렛샤, 김홍태   | ~ 2015년 2월 10일 전28화 완결   | 네이버 웹툰 |                                                  |
| 2014년 8월 6일   | 재앙은 미묘하게             | 안성호           | ~ 2015년 6월 17일 전46화 완결   | 네이버 웹툰 |                                                  |
| 2014년 8월 8일   | 남과 여                     | 혀노             | ~ 2015년 9월 18일 전59화 완결   | 네이버 웹툰 |                                                  |
| 2014년 8월 10일  | 딥 (DEEP)                   | 토우, 김태헌     | ~ 2015년 6월 14일 전46화 완결   | 네이버 웹툰 |                                                  |
| 2014년 9월 2일   | 두근거려요                  | 뚱땡이냐옹이     | ~ 2015년 9월 15일 완결          | 네이버 웹툰 |                                                  |
| 2014년 9월 14일  | 우리 헤어졌어요             | 류채린           | ~ 2015년 8월 16일 전48화 완결   | 네이버 웹툰 |                                                  |
| 2014년 9월 21일  | 오늘 밤은 어둠이 무서워요   | 김진             | ~ 2015년 3월 17일 전52화 완결   | 네이버 웹툰 |                                                  |
| 2014년 10월 25일 | Ho!                         | 억수씨           | ~ 2015년 9월 5일 전46화 완결    | 네이버 웹툰 |                                                  |
| 2014년 10월 31일 | 영수의 봄                   | 이윤희           | ~ 2015년 5월 15일 전29화 완결   | 네이버 웹툰 |                                                  |
| 2014년 11월 4일  | 여탕보고서                  | 마일로           | ~ 2015년 4월 30일 전52화 완결   | 네이버 웹툰 |                                                  |
| 2014년 11월 26일 | 일사부재리                  | 김신비, 정은     | ~ 2015년 6월 3일 전28화 완결    | 네이버 웹툰 |                                                  |
| 2014년 12월 10일 | 아이덴티티                  | 시니/수훈        | ~ 2016년 1월 13일 전58화 완결   | 네이버 웹툰 |                                                  |
| 2014년 12월 12일 | 화이트멜로우                | 임진국           | ~ 2016년2월 5일 전61화 완결     | 네이버 웹툰 |                                                  |
| 2014년 12월 25일 | 피아노                      | 김재한           | ~ 2015년 2월 12일 전8화 완결    | 네이버 웹툰 |                                                  |
| 2014년 12월 30일 | 지새는 달                   | LELE, 별솔       | ~ 2015년 7월 9일 전29화 완결    | 네이버 웹툰 |                                                  |

### 2015년
| 연재시작         | 제목                  | 작가 | 연재중/완결                    | 연재사이트            | 비고                                                                                                 |
| ---------------- | --------------------- | --- | ------------------------------ | --------------------- | --- |
| 2015년 2월 10일  | 프린세스 5부          | 한승원 | ~ 현재 장기휴재중              | 네이버 웹툰           | 순정만화지 이슈 1부(1995년~1997년) 2부(1999년~2002년) 3부(2003년~2006년) 다음만화 4부(2007년~2008년) |
| 2015년 2월 10일  | 저승에서 만난 사람들  | 단우, 백희정 | ~ 2015년 8월 25일 전29화 완결  | 네이버 웹툰           | |
| 2015년 3월 31일  | 나처럼 던져봐         | 장이 | ~ 2015년 10월 6일 전28화 완결  | 네이버 웹툰           | |
| 2015년 4월 7일   | 조석축구만화          | 조석 | ~ 2015년 8월 11일 전19화 완결  | 네이버 웹툰           | |
| 2015년 4월 9일   | 철벽! 연애 시뮬레이션 | 혜니 | ~ 2016년 8월 26일 전42화 완결  | 네이버 웹툰           | |
| 2015년 4월 14일  | 죽어도 좋아♡          | 골드키위새 | ~ 2016년 10월 25일 전62화 완결 | 다음웹툰/카카오페이지 | 재연재(2018년 10월 18일 ~ 2019년 5월 23일)                                                           |
| 2015년 5월 12일  | 미래소녀              | 황준호 | ~ 2015년 12월 8일 전30화 완결  | 네이버 웹툰           | |
| 2015년 5월 20일  | DK9                   | 곽백수 | ~ 2015년 7월 8일 전8화 완결    | 네이버 웹툰           | |
| 2015년 5월 26일  | 고고고                | 정은경, 하일권 | ~ 2015년 11월 17일 전26화 완결 | 네이버 웹툰           | |
| 2015년 6월 18일  | 천적                  | 꼬마비, 재수 | ~ 2016년 1월 7일 전35화 완결   | 네이버 웹툰           | |
| 2015년 6월 20일  | 공주는 잠 못 이루고   | 하가 | ~ 2015년 9월 26일 전15화 완결  | 네이버 웹툰           | |
| 2015년 7월 13일  | 2015 소름             | DEY -> 임진국 -> 시니/POGO -> 오성대 -> 조용석 -> 청보리 -> 나승훈 -> 김우준 -> cosmos/반지 -> 김상민 -> 5iAm -> 자유 -> 박수봉 -> 이혜 -> joana -> 박민경 -> 기량 -> 양혜석/이채은 -> 차용운 -> 김용진 -> 단우 -> 김8 -> 카레곰 -> 랑또 -> 김태헌 -> 뚱땡이냐옹이 -> 허니비 -> 수훈 -> 토우/은국 -> 209 | ~ 2015년 9월 17일 전39화 완결  | 네이버 웹툰           | 릴레이웹툰                                                                                           |
| 2015년 7월 16일  | 천국의 신화           | 이현세 | ~ 2017년 11월 8일 총194화 완결 | 네이버 웹툰           | 1996년 Mr.블루 연재 ~ 2009년 총 47권 완결                                                            |
| 2015년 7월 22일  | 본격금연권장만화      | 박태준 | ~ 2015년 9월 23일 전10화 완결  | 네이버 웹툰           | |
| 2015년 8월 20일  | 환상을 팝니다         | 구름 | ~ 2016년 9월 1일 전56화 완결   | 봄툰                  | |
| 2015년 8월 26일  | 달려라!메리           | 마인드C | ~ 2015년 10월 28일 전10화 완결 | 네이버 웹툰           | |
| 2015년 9월 21일  | 가우스 임파서블       | 곽백수 | ~ 2015년 11월 9일 전8화 완결   | 네이버 웹툰           | |
| 2015년 9월 22일  | 일렉트로맨            | 김용진 | ~ 2016년 2월 2일전20화 완결    | 네이버 웹툰           | |
| 2015년 9월 24일  | 밈의 스마트 라이프    | 판다독 | ~ 2015년 12월 10일 전12화 완결 | 네이버 웹툰           | |
| 2015년 9월 30일  | 북적북적 패밀리       | 남지은, 김인호 | ~ 2015년 2월 2일 전10화 완결   | 네이버 웹툰           | |
| 2015년 10월 11일 | 그린링 에코콩         | 김진 | ~ 2015년 11월 29일 전8화 완결  | 네이버 웹툰           | |
| 2015년 10월 12일 | 선생님이 간다!        | 김양수 | ~ 2015년 12월 14일 전10화 완결 | 네이버 웹툰           | |
| 2015년 11월 4일  | 2015 사이             | 전선욱&232, 잇선&허5파6, 김명현&백희정, 이동건&마일로, 김호드&산삼, cosmos/반지&쥬드프라이데이, 심윤수&서나래, 석유&류채린, 김계란&혜니, 기안84&박태준 | ~ 2016년 1월 13일 전20화 완결  | 네이버 웹툰           | |
| 2015년 11월 13일 | 지옥캠프 단편선 시즌5 | 장현진 -> 라돌 -> 나윤희 -> 이우정 -> 조현아 -> 유승연 -> 소희 -> 전혜림 -> 신소미 -> 김민정 -> 정수현 -> 움비 -> 유지수 | ~ 전 13화 완결                 | 네이버 웹툰           | 신인 작가 단편선                                                                                     |
| 2015년 11월 16일 | 오민혁 단편선         | 오민혁 | ~ 2016년 1월 11일 전8화 완결   | 네이버 웹툰           | |
| 2015년 12월 3일  | 결계녀                | 김태경 | ~ 2019년 5월 9일 전178화 완결  | 네이버웹툰            | |
| 2015년 12월 9일  | 3P                    | 김우준 | ~ 2016년 10월 31일 전53화 완결 | 네이버 웹툰           | |
| 2015년           | 씌가렛뎐              | 강무선 | ~ 전12화 완결                  | 네이버 웹툰           | |
|                  | 궁 외전: 별신의 밤    | 박소희 | ~ 전12화 완결                  | 시리즈COMIX           | |
|                  | 낚시신공              | 귀귀 | ~ 전27화 완결                  | 네이버 웹툰           | |
|                  | 페르샤 시즌2          | |                                |                       | |

### 2016년
| 연재시작         | 제목              | 작가 | 연재중/완결                    | 연재사이트             | 비고 |
| ---------------- | ----------------- | --- | ------------------------------ | ---------------------- | --- |
| 2016년 4월 4일   | 제로게임          | 즐바센 | ~ 현재 화요일 연재중           | 네이버 웹툰            | |
| 2016년 7월 25일  | NR 뉴월드         | 자룡, 골왕 | ~ 현재 월요일 연재중           | 다음웹툰               | 시즌1(~2017년 2월 20일) 시즌2(2019년 10월 14일)                                                                         |
| 2016년 10월 6일  | 치즈범벅          | jjok**** | ~ 현재 연재중                  | 네이버베스트도전       | 시즌1(~ 2019년 7월 25일) 시즌2(2019년 9월 5일 ~ 2020년 11월 12일) 시즌3(2020년 11월 27일 ~ 2021년 11월 24일) 시즌4 예정 |
| 2016년 4월 12일  | 체크포인트        | 송가/은송 | 휴재                           | 네이버웹툰             | 시즌1(~ 2016년 11월 22일) 시즌2(2020년 4월 7일 ~ 2020년 12월 29일) 시즌3(미정)                                          |
| 2016년 1월 7일   | 레코닝            | 이혜 | ~ 2016년 11월 17일 전46화 완결 | 네이버 웹툰            | |
| 2016년 5월 13일  | 슈퍼트리오 시즌2  | 황미나 | ~ 2016년 5월 13일 전47화 완결  | 네이버웹툰             | |
| 2016년 6월 2일   | 대학일기          | 자까 | ~ 2019년 3월 20일 전291화 완결 | 네이버웹툰             | |
| 2016년 6월 16일  | 문유              | 조석 | ~ 2017년 9월 28일 전68화 완결  | 네이버 웹툰            | |
| 2016년 7월 6일   | 우리 집에 왜 왔니 | 이윤희 | ~ 2017년 11월 22일 전72화 완결 | 다음웹툰, 카카오페이지 | |
| 2016년 7월 24일  | 2016 비명         | DEY, 단우, 임진국, 박카린, 김용진, 옛사람, 여원, joana, 청보리, 고일권, 외눈박인/시현, 수훈, 박세준/서재일, 최윤진, 최홍준, 츄플엣지, 랑또, 맛스타 | ~ 2016년 9월 23일 전19화 완결  | 네이버 웹툰            | |
| 2016년 8월 20일  | 구구까까          | 혜니 | ~ 2019년 4월 20일 전140화 완결 | 네이버웹툰             | |
| 2016년 12월 27일 | 이태원클라쓰      | 조광진 | ~ 2018년 7월 3일 전81화 완결   | 다음 웹툰              | |

### 2017년
| 연재시작         | 제목                   | 작가           | 연재중/완결                         | 연재사이트  | 비고                                                                                   |
| ---------------- | ---------------------- | -------------- | ----------------------------------- | ----------- | -------------------------------------------------------------------------------------- |
| 2017년 5월 30일  | 지옥사원               | 네온비/캐러멜  | ~ 현재 화요일 연재중                | 카카오 웹툰 |                                                                                        |
| 2017년 10월 24일 | 아비무쌍               | 노경찬/이현석  | ~ 현재 화요일 연재중                | 카카오 웹툰 |                                                                                        |
| 2017년 12월 8일  | 홍시는 날 좋아해!      | 강하다/웃는해  | ~ 현재 토요일 연재중                | 네이버 웹툰 |                                                                                        |
| 2017년 12월 9일  | 어글리후드             | 미애           | ~ 현재 휴재중                       | 네이버 웹툰 | 시즌1(~ 2020년 6월 5일) 시즌2(2020년 10월 24 ~ 2022년 4월 22일) 토요일 연재 시즌3 예정 |
| 2017년 2월 7일   | 왕 그리고 황제         | 정이리이리     | ~ 2021년 2월 23일 전197화 완결      | 카카오 웹툰 |                                                                                        |
| 2017년 3월 12일  | 버닝 이펙트            | 박태현         | ~ 2021년 4월 25일 전212화 완결      | 카카오 웹툰 |                                                                                        |
| 2017년 3월 15일  | DOLL 체인지            | 늉비           | ~ 2020년 2월 5일 전150화 완결       | 네이버웹툰  |                                                                                        |
| 2017년 6월 1일   | 과격자매단             | 바쉬           | ~ 2020년 1월 13일 완결 전180화 완결 | 카카오 웹툰 |                                                                                        |
| 2017년 6월 12일  | 집행자여               | 종수           | ~ 2022년 5월 2일 전152화 완결       | 카카오 웹툰 |                                                                                        |
| 2017년 6월 15일  | 쌉니다 천리마마트      | 김규삼         | ~ 2018년 2월 8일 전105화 완결       | 네이버웹툰  | 시즌2 2018년 2월 15일 ~ 2018년 6월 21일 전54화 완결                                    |
| 2017년 6월 16일  | 인간의 숲              | 황준호         | ~ 2018년 1월 26일 전34화 완결       | 네이버웹툰  |                                                                                        |
| 2017년 6월 17일  | 조의 영역              | 조석           | ~ 2019년 6월 22일 전106화 완결      | 네이버웹툰  | ~ 2017년 9월 16일 시즌1 14화 완결 ~ 2019년 6월 22일 시즌2 92화 완결                    |
| 2017년 6월 18일  | 선천적 얼간이들        | 가스파드       | ~ 2018년 2월 18일 전72화 완결       | 네이버웹툰  |                                                                                        |
| 2017년 7월 2일   | 찬란하지 않아도 괜찮아 | 까마중         | ~ 2019년 3월 17일 전89화 완결       | 네이버웹툰  |                                                                                        |
| 2017년 8월 6일   | 오늘도 사랑스럽개      | 이혜           | ~ 2019년 5월 12일 전93화 완결       | 네이버 웹툰 |                                                                                        |
| 2017년 10월 13일 | 스위트홈               | 김칸비, 황영찬 | ~ 2020년 7월 3일 전141화 완결       | 네이버 웹툰 |                                                                                        |
| 2017년 12월 20일 | 파도를 찾아라!         | 김정현         | ~ 2019년 5월 9일 전72화 완결        | 네이버웹툰  |                                                                                        |
| 2017년 12월 27일 | 신석기녀               | 재아/한가람    | ~ 2019년 12월 25일 전99화 완결      | 네이버웹툰  |                                                                                        |

### 2018년
| 연재시작         | 제목                       | 작가                  | 연재중/완결                     | 연재사이트              | 비고 |
| ---------------- | -------------------------- | --------------------- | ------------------------------- | ----------------------- | --- |
| 2018년 2월 13일  | 은주의 방 3부              | 노란구미              | ~ 현재 화요일 연재중            | 네이버웹툰              | 1부(2013년 8월 9일 ~ 2014년 7월 25일) 2부(2015년 5월 23일 ~ 2017년 4월 22일)                                   |
| 2018년 4월 2일   | 여신강림                   | 야옹이                | ~ 현재 화요일 연재중            | 네이버웹툰              | |
| 2018년 6월 8일   | 개를 낳았다                | 이선                  | ~ 현재 월요일 연재중            | 네이버웹툰              | 시즌1(~ 2019년 10월 4일) 시즌2(2020년 5월 21일 ~)                                                              |
| 2018년 8월 21일  | 겟 레디 위드 미            | 여은                  | ~ 현재 화요일 연재중            | 다음웹툰                | 시즌1(~ 2019년 3월 5일) 시즌2(2019년 6월 3일 ~ 2020년 2월 18일) 시즌3 예정                                     |
| 2018년 10월 23일 | 학교대표                   | 동훈                  | ~ 현재 화요일 연재중            | 다음웹툰                | 시즌1(~2019년 5월 28일) 시즌2(2019년 10월 29일~)                                                               |
| 2018년 10월 30일 | 인간을 먹는 성             | 김만호                | ~ 현재 화요일 연재중            | 다음 웹툰               | |
| 2018년 12월 24일 | 쓰레기 머학생              | khn6****              | ~ 현재 월/금요일 연재중         | 카카오웹툰              | 네이버베도(~ 2020년 2월 16일) 시즌1(2020년 3월 1일 ~ 2021년 2월 12일) 시즌2(2021년 4월 12일 ~ 2022년 3월 28일) |
| 2018년 1월 4일   | 열대어                     | 실버벨                | ~ 2018년 12월 31일 전105화 완결 | 네이버웹툰              | |
| 2018년 1월 29일  | 노동본색 시즌1             | 지뚱                  | ~ 2020년 8월 24일 전132화 완결  | 카카오웹툰              | 시즌2 예정 |
| 2018년 1월 18일  | 어쩌다 발견한 7월          | 무류                  | ~ 2018년 6월 21일               | 다음웹툰                | 시즌2(2019년 1월 24일 ~ 2019년 9월 19일)                                                                       |
| 2018년 1월 30일  | 죽음에 관하여              | 시니, 혀노            | ~ 2018년 9월 4일 전34화 완결    | 네이버웹툰              | |
| 2018년 3월 21일  | 고교생을 환불해 주세요     | Croissant             | ~ 2019년 7월 3일 전135화 완결   | 네이버웹툰              | |
| 2018년 4월 26일  | 검은 마법사 Origin         | 김다현&전상민, 김재한 | ~ 2018년 6월 14일               | 네이버웹툰/메이플스토리 | |
| 2018년 4월 17일  | 계약우정                   | 권라드                | ~ 2020년 7월 14일 전100화 완결  | 카카오웹툰              | |
| 2018년 6월 26일  | 아티스트                   | 마영신                | ~ 2020년 4월 28일 전20화 완결   | 카카오웹툰              | |
| 2018년 7월 14일  | 수학 잘하는 법             | 하비영                | ~ 2019년 4월 20일 전41화 완결   | 네이버웹툰              | |
| 2018년 8월 28일  | 헬로 마이 안드로이드 시즌1 | 고선영                | ~ 2019년 4월 23일 총 77화 완결  | 다음웹툰/카카오페이지   | 시즌2(2019년 9월 24일 ~ 2020년 7월 21일)                                                                       |
| 2018년 9월 11일  | 거울 죽이기                | 환상거북              | ~ 2020년 6월 2일 전81화 완결    | 다음웹툰                | |
| 2018년 9월 17일  | 굿바이 사돈!               | 교교박                | ~ 2020년 5월 11일 전76화 완결   | 다음웹툰                | |
| 2018년 12월 1일  | 킬러분식                   | 한                    | ~ 2019년 11월 30일 전53화 완결  | 네이버웹툰              | |
| 2018년 12월 4일  | 내 어린고양이와 늙은 개    | 초                    | ~ 2020년 2월 15일 전188화 완결  | 네이버웹툰              | |

### 2019년
| 연재시작         | 제목                             | 작가                   | 연재중/완결                     | 연재사이트            | 비고                                              |
| ---------------- | -------------------------------- | ---------------------- | ------------------------------- | --------------------- | ------------------------------------------------- |
| 2019년 1월 5일   | 스터디 그룹                      | 신형욱/유승연          | ~ 현재 토요일 연재중            | 네이버웹툰            |                                                   |
| 2019년 1월 28일  | 그라티아                         | 상민/기현              | ~ 현재 월요일 연재중            | 카카오웹툰            |                                                   |
| 2019년 5월 14일  | 우리집이거든요!                  | 공룡                   | ~ 현재 화요일 연재중            | 다음웹툰              |                                                   |
| 2019년 6월 15일  | 순정 히포크라테스                | 골드키위새             | ~ 현재 토요일 연재중            | 카카오웹툰            |                                                   |
| 2019년 6월 24일  | 이대로 멈출 순 없다              | 자룡, 골왕             | ~ 현재 월요일 연재중            | 카카오웹툰            | 시즌4(2022년 6월 20일 ~)                          |
| 2019년 7월 3일   | 판타지 여동생                    | 유누                   | ~ 현재 수요일 연재중            | 네이버웹툰            |                                                   |
| 2019년 7월 6일   | 오로지 너를 이기고 싶어          | 아마도지/사삭          | ~ 현재 월요일 연재중            | 네이버웹툰            |                                                   |
| 2019년 7월 15일  | 조류공포증                       | 조눈/리도              | ~ 현재 월요일 연재중            | 카카오웹툰            | 시즌1(~ 2021년 2월 22일) 시즌2(2021년 12월 6일 ~) |
| 2019년 8월 8일   | 후덜덜덜 남극전자                | 김민혁                 | ~ 현재 금요일 연재중            | 네이버웹툰            |                                                   |
| 2019년 8월 19일  | 교수님을 빚는 중                 | 서아                   | ~ 현재 월요일 연재중            | 카카오웹툰            |                                                   |
| 2019년 9월 1일   | 백수 새끼                        | 치즈                   | ~ 현재 월요일 연재중            | 네이버웹툰            |                                                   |
| 2019년 9월 7일   | 나를 바꿔줘                      | 이지호/호띠            | ~ 현재 토요일 연재중            | 네이버웹툰            |                                                   |
| 2019년 9월 8일   | 대마법사의 딸                    | 문설아/ 피오렛         | ~ 현재 화요일 연재중            | 카카오페이지          | 2020년 12월 15일                                  |
| 2019년 9월 10일  | 신성한, 이혼                     | 강태경                 | ~ 현재 화요일 연재중            | 다음웹툰              |                                                   |
| 2019년 9월 24일  | 해오와 사라                      | 송송이                 | ~ 현재 화요일 연재중            | 다음웹툰              |                                                   |
| 2019년 10월 2일  | 샬롯에게는 다섯 명의 제자가 있다 | 용용                   | ~ 현재 목요일 연재중            | 카카오웹툰            |                                                   |
| 2019년 11월 5일  | 닥터 파인의 하루                 | 김용희                 | ~ 현재 화요일 연재중            | 다음웹툰              |                                                   |
| 2019년 11월 17일 | 싸움독학                         | 박태준/김정현          | ~ 현재 일요일 연재중            | 네이버웹툰            |                                                   |
| 2019년 12월 2일  | 아싸가 알아버렸다                | 곰브                   | ~ 현재 월요일 연재중            | 카카오웹툰            |                                                   |
| 2019년 3월 31일  | 요괴 대전                        | 강두식, 장부규         | ~ 2020년 8월 9일 전72화 완결    | 네이버웹툰            | 잠정적완결상태 시즌2예정                          |
| 2019년 7월 9일   | 사신소년                         | 류                     | ~ 휴재중                        | 네이버웹툰            | 1부(~ 2022년 5월 23일) 2부(예정)                  |
| 2019년 1월 15일  | 사라지다                         | 김선우                 | ~ 2019년 4월 30일 전16화 완결   | 네이버웹툰            |                                                   |
| 2019년 2월 22일  | 먹이 (웹툰)                      | 외눈박이/박수봉        | ~ 2021년 8월 27일 전131화 완결  | 네이버웹툰            |                                                   |
| 2019년 2월 25일  | 망자의 서                        | GAR2/오쌤              | ~ 2020년 7월 20일               | 다음웹툰              |                                                   |
| 2019년 3월 30일  | 무주의 맹시                      | 마누비                 | ~ 2020년 12월 27일 전87화 완결  | 네이버웹툰            |                                                   |
| 2019년 4월 1일   | 정열맨 시즌3                     | 귀귀                   | ~ 2019년 11월 18일 전80화 완결  | 네이버시리즈          |                                                   |
| 2019년 4월 6일   | 악역의 구원자                    | 명랑, 잿슨             | ~ 2021년 5월 8일 전88화 완결    | 카카오웹툰            | 원작:연슬아의 《악역의 구원자)                    |
| 2019년 4월 10일  | 카운터                           | 그리다즈/구나          | ~ 2019년 12월 11일 전38화 완결  | 카카오웹툰            |                                                   |
| 2019년 5월 14일  | 커넥트                           | 신대성                 | ~ 2020년 12월 8일 전83화 완결   | 네이버웹툰            |                                                   |
| 2019년 5월 26일  | 인어를 위한 수영교실             | 용찬                   | ~ 2021년 5월 2일 전102화 완결   | 네이버웹툰            |                                                   |
| 2019년 6월 9일   | 맘마미안                         | 미티/구구              | ~ 2021년 6월 27일 전102화 완결  | 네이버웹툰            |                                                   |
| 2019년 6월 13일  | 가타부타타                       | 숭어                   | ~ 2020년 10월 7일 전70화 완결   | 네이버웹툰            |                                                   |
| 2019년 6월 25일  | 멸종인간                         | 디디(조덕제)           | ~ 2022년 4월 12일 총 182화 완결 | 카카오웹툰            |                                                   |
| 2019년 7월 5일   | 난약                             | 정현주/박진환          | ~ 2021년 7월 16일 전107화 완결  | 네이버웹툰            |                                                   |
| 2019년 7월 15일  | 킬링타임                         | 혼                     | ~ 2020년 8월 3일 전55화 완결    | 네이버웹툰            |                                                   |
| 2019년 7월 17일  | 이두나!                          | 민송아                 | ~ 2022년 7월 13일 전154화 완결  | 네이버웹툰            |                                                   |
| 2019년 8월 4일   | 당신도 보정해드릴까요?           | 은                     | ~ 2021년 5월 9일 전88화 완결    | 다음웹툰              |                                                   |
| 2019년 8월 9일   | 소심한 팔레트                    | 한민기                 | ~ 2021년 3월 25일 전85화 완결   | 네이버웹툰            |                                                   |
| 2019년 9월 7일   | 경성야상곡                       | 김라무                 | ~ 2021년 2월 13일 전68화 완결   | 다음웹툰              |                                                   |
| 2019년 9월 10일  | 방탈출                           | 십박                   | ~ 2022년 7월 5일 전138화 완결   | 네이버웹툰            |                                                   |
| 2019년 9월 18일  | 원수를 사랑하라                  | 정윤/태건              | ~ 2021년 10월 5일 전102화 완결  | 네이버웹툰            |                                                   |
| 2019년 9월 16일  | 저세상 클라스!                   | 꾀돌이                 | ~ 2021년 2월 8일 전73화 완결    | 네이버웹툰            |                                                   |
| 2019년 9월 21일  | 닭강정                           | 박지독                 | ~ 2020년 8월 2일 전47화 완결    | 네이버웹툰            |                                                   |
| 2019년 9월 23일  | 흑우                             | 유베테/늙슬            | ~ 2022년 4월 4일 전11화 완결    | 카카오웹툰            |                                                   |
| 2019년 10월 28일 | 찬란한 액션 유치원               | 탐이부/김동찬          | ~ 2020년 10월 10일 전100화 완결 | 다음웹툰/카카오페이지 |                                                   |
| 2019년 11월 11일 | 인생존망                         | 박태준, 전선욱         | ~ 2020년 12월 7일 전57화 완결   | 네이버웹툰            |                                                   |
| 2019년 11월 16일 | 라일락 200%                      | 아니영                 | ~ 2021년 7월 18일전88화 완결    | 네이버웹툰            |                                                   |
| 2019년 12월 5일  | 더 복서                          | 정지훈                 | ~ 2022년 6월 15일 전134화 완결  | 네이버웹툰            |                                                   |
| 2019년 12월 10일 | 쎈놈(외전포함)                   | 박용제                 | ~ 2020년 4월 16일 전94화 완결   | 네이버웹툰            |                                                   |
| 2019년 12월 14일 | 이세계 전담반                    | 손희준, 땍꾸           | ~ 2022년 4월 30일 전102화 완결  | 카카오웹툰            |                                                   |
| 2019년 12월 18일 | 여주실격!                        | 기맹기                 | ~ 2022년 3월 22일 총115화 완결  | 네이버웹툰            |                                                   |
| 2019년 12월 19일 | 9등급 뒤집기                     | 아백                   | ~ 2021년 1월 7일 - 전 57화 완결 | 네이버웹툰            |                                                   |
| 2019년 12월 19일 | 9등급 뒤집기                     | 아백                   | ~ 2021년 1월 14일 전57화 완결   | 네이버웹툰            |                                                   |
| 2019년 12월 23일 | 숲속의 담                        | 다홍                   | ~ 2022년 7월 25일 전132화 완결  | 네이버 웹툰           |                                                   |
|                  | 어이상실의 시대                  | 정아로, 꼼이           | 완결                            | 시리즈COMIX           |                                                   |
|                  | 메린; 인어이야기                 | 에니카                 | 완결                            | 시리즈COMIX           |                                                   |
|                  | 처음 뵙겠습니다                  | 꼬리, So One           | ~ 전41화 완결                   | 시리즈COMIX           |                                                   |
|                  | 고양이 신부                      | dite, MA /잎, 망가, MA |                                 | 시리즈COMIX           |                                                   |
|                  | 두근 두근! 스테이지              |                        | 완결                            |                       |                                                   |

### 2020년
| 연재시작         | 제목                             | 작가                    | 연재중/완결                     | 연재사이트  | 비고                                            |
| ---------------- | -------------------------------- | ----------------------- | ------------------------------- | ----------- | ----------------------------------------------- |
| 2020년           | 그녀의 앵무새                    | 금계수                  | ~ 현재 화요일 연재중            | 다음웹툰    | (프롤로그는 2019년 12월 31일)                   |
| 2020년 1월 21일  | 화폐개혁                         | 윤필/임정호             | ~ 현재 화요일 연재중            | 카카오웹툰  |                                                 |
| 2020년 2월 25일  | 뱀파이어 신드롬                  | 이충호                  | ~ 현재 화요일 연재중            | 카카오웹툰  |                                                 |
| 2020년 3월 12일  | 소녀 180                         | 나우원/델라             | ~ 현재 목요일 연재중            | 네이버웹툰  |                                                 |
| 2020년 5월 27일  | 전지적 독자 시점                 | UMI/슬리피-C            | ~ 현재 수요일 연재중            | 네이버웹툰  | 원작:싱숑                                       |
| 2020년 6월 7일   | 이번 생도 잘 부탁해              | 이혜                    | ~ 현재 일요일 연재중            | 네이버웹툰  |                                                 |
| 2020년 6월 13일  | 독립일기                         | 자까                    | ~ 현재 목/일요일 연재중         | 네이버웹툰  | 시즌1(~2021년 6월 19일) 시즌2(2021년 9월 1일 ~) |
| 2020년 6월 26일  | 청춘 블라썸                      | 홍덕/NEMONE             | ~ 현재 토요일 연재중            | 네이버웹툰  | 시즌1 시즌2 시즌3 시즌4                         |
| 2020년 7월 28일  | 빌드업                           | 911                     | ~ 현재 수요일 연재중            | 네이버웹툰  |                                                 |
| 2020년 8월 19일  | 로어 올림푸스                    | 레이첼스마이스          | ~ 현재 수요일 연재중            | 네이버웹툰  | 미국웹툰(2018년 3월 4일 ~ 연재중)               |
| 2020년 9월 11일  | 빅맨                             | 하하영                  | ~ 현재 화요일 연재중            | 네이버웹툰  |                                                 |
| 2020년 9월 11일  | 데드퀸                           | 김규삼                  | ~ 현재 금요일 연재중            | 네이버웹툰  |                                                 |
| 2020년 9월 27일  | 헬로맨스                         | 이공주/하얀독수리       | ~ 현재 월요일 연재중            | 네이버웹툰  |                                                 |
| 2020년 9월 30일  | 마녀와 용의 신혼일기             | 뉴릉이/디망             | ~ 현재 수요일 연재중            | 네이버웹툰  |                                                 |
| 2020년 10월 26일 | 호랑이 들어와요                  | 배세혁/유은             | ~ 현재 화요일 연재중            | 네이버웹툰  | 1부(~ 2022년 1월 4일) 2부(2022년 4월 26일 ~)    |
| 2020년 11월 12일 | 노답소녀                         | 석우                    | ~ 현재 목요일 연재중            | 네이버웹툰  |                                                 |
| 2020년 11월 18일 | 던전 씹어먹는 아티펙트           | 엄키                    | ~ 현재 목요일 연재중            | 네이버웹툰  | 원작:제로워터의《던전 씹어먹는 아티펙트》       |
| 2020년 12월 2일  | 곱게 키웠더니, 짐승              | 티바/여슬기             | ~ 현재 일요일 연재중            | 네이버웹툰  | 원작:이른꽃의 《푸른사막 아아루》               |
| 2020년 12월 13일 | 순정말고 순종                    | 슈안                    | ~ 현재 월요일 연재중            | 네이버웹툰  |                                                 |
| 2020년 12월 15일 | 엔딩 후 서브남을 주웠다          | 정서                    | ~ 현재 수요일 연재중            | 네이버웹툰  | 원작:황도톨                                     |
| 2020년 1월 7일   | 하루만 네가 되고 싶어            | 삼                      | 휴재중                          | 네이버웹툰  | 연재당시 화요일연재                             |
| 2020년 1월 27일  | 식귀                             | 깡, 부랑                | ~ 휴재중                        | 카카오웹툰  | 시즌1(~ 2020년 8월 3일) 시즌2 예정              |
| 2020년 11월 25일 | 하렘의 남자들                    | 알파타르트, 히어리/영빈 | 휴재중                          | 네이버웹툰  | 연재당시 수요일연재                             |
| 2020년 1월 5일   | 아는 여자애                      | 허니비                  | ~ 2022년 4월 17일 총117화 완결  | 네이버웹툰  |                                                 |
| 2020년 2월 10일  | 어름치                           | 박세가                  | ~ 2020년 11월 9일 총40화 완결   | 다음 웹툰   |                                                 |
| 2020년 1월 16일  | 화이트 블러드                    | 임리나                  | ~ 2021년 10월 27일 총94화 완결  | 네이버웹툰  |                                                 |
| 2020년 2월 16일  | 도플갱어의 게임                  | 킹스날/쥐주             | ~ 2021년 4월 18일 완결          | 네이버웹툰  |                                                 |
| 2020년 2월 18일  | 당신의 향수                      | 호우                    | ~ 2021년 6월 9일 총69화 완결    | 네이버웹툰  |                                                 |
| 2020년 2월 19일  | 신비                             | 반지                    | ~ 2022년 4월 13일 총94화 완결   | 네이버웹툰  |                                                 |
| 2020년 2월 20일  | 나쁜 쪽으로                      | 오은/이세릴             | ~ 2022년 6월 23일 완결          | 네이버웹툰  |                                                 |
| 2020년 3월 26일  | 집사레인저                       | 현실안주형              | ~ 2021년 12월 2일 총87화 완결   | 네이버웹툰  |                                                 |
| 2020년 4월 5일   | 사장님을 잠금해제                | 박성현                  | ~ 2021년 4월 19일 총56화 완결   | 네이버웹툰  |                                                 |
| 2020년 4월 27일  | 필살VS로맨스                     | 구르/엠스토리허브       | ~ 2021년 5월 10일 총55화 완결   | 네이버웹툰  |                                                 |
| 2020년 5월 9일   | 잉여특공대                       | 물꾹/찰떡               | ~ 2021년 12월 25일 총85화 완결  | 네이버웹툰  |                                                 |
| 2020년 6월 30일  | 각자의 디데이                    | 오묘                    | ~ 2021년 7월 6일 총54화 완결    | 네이버웹툰  |                                                 |
| 2020년 7월 7일   | 남주의 첫날밤을 가져버렸다       | 티바/MSG                | ~ 2022년 8월 9일 총102화 완결   | 네이버웹툰  | 원작:황도톨의 《남주의 첫날밤을 가져버렸다》    |
| 2020년 7월 10일  | 피와 나비                        | 레민                    | ~ 2022년 2월 17일 총84화 완결   | 네이버웹툰  |                                                 |
| 2020년 8월 11일  | 후기                             | 조석                    | ~ 2021년 1월 19일 총24화 완결   | 네이버웹툰  |                                                 |
| 2020년 8월 15일  | 남자주인공의 여자사람 친구입니다 | 카콘                    | ~ 2021년 10월 29일 총64화 완결  | 네이버웹툰  | 원작:류희온                                     |
| 2020년 9월 2일   | 시월드 판타지                    | 진돌/히디               | ~ 2022년 7월 20일 총99화 완결   | 네이버웹툰  |                                                 |
| 2020년 10월 18일 | 바이러스 x                       | 준/하랑                 | ~ 2021년 5월 10일 총31화 완결   | 네이버웹툰  |                                                 |
| 2020년 11월 19일 | 여성전용헬스장 진달래짐          | 유기                    | ~ 2022년 7월 14일 총 77화 완결  | 네이버웹툰  |                                                 |
| 2020년 11월 24일 | 평화 선도부                      | 최경민/용성             | ~ 2021년 4월 20일 총22화 완결   | 네이버웹툰  |                                                 |
|                  | 블라인드                         | 한조각/씬디             | ~ 연재중                        | 북큐브      |                                                 |
|                  | 물고기의 밤                      |                         |                                 |             |                                                 |
|                  | 반월                             | judys                   | ~ 완결                          |             |                                                 |
|                  | 원미동 백수                      | 노혜정                  | ~ 완결                          | 네이버웹툰  |                                                 |
|                  | 색으로 말하다                    | 요한/제나               | ~ 총21화 완결                   | 네이버웹툰  |                                                 |
|                  | 단편 할머니/나는내일죽는다       | 태발                    |                                 | 네이버웹툰  |                                                 |
|                  | 페르샤                           | 진선균                  | ~ 총90화 완결                   | 시리즈COMIX |                                                 |
| 2010년           | 고인돌나라의 야물                | 김병수, 김정수          |                                 | 네이버웹툰  |                                                 |
| 2017년 6월 6일   | 푸른사막 아아루                  | 달꽃                    | ~ 2020년 5월 26일 총151화 완결  | 네이버웹툰  |                                                 |
| 2018년 4월 26일  | 5kg을 위하여                     | 수오수, 홍끼            | ~ 2019년 12월 27일 전181화 완결 | 네이버 웹툰 |                                                 |
| 2021년 1월 16일  | 살아남은 로맨스                  | 이연                    | ~ 휴재중                        | 네이버웹툰  |                                                 |

## 목록(2021~현재)

### 2021년
| 연재시작         | 제목                      | 작가            | 연재중/완결                    | 연재사이트  | 비고                                         |
| ---------------- | ------------------------- | --------------- | ------------------------------ | ----------- | -------------------------------------------- |
| 2020년 12월 24일 | 세기말 풋사과 보습학원    | 순끼            | ~ 현재 금요일 연재중           | 네이버 웹툰 |                                              |
| 2021년 1월 31일  | 오로지 오로라             | 홍달            | ~ 현재 월요일 연재중           | 네이버 웹툰 |                                              |
| 2021년 2월 15일  | 빌런투길                  | 퓨핀/은지       | ~ 현재 화요일 연재중           | 네이버 웹툰 |                                              |
| 2021년 5월 2일   | 사랑의 헌옷수거함         | 고잉            | ~ 현재 월요일 연재중           | 네이버 웹툰 |                                              |
| 2021년 5월 4일   | 수요웹툰의 나강림         | 이경민/송준혁   | ~ 현재 수요일 연재중           | 네이버 웹툰 |                                              |
| 2021년 5월 23일  | 최후의 금빛아이           | 알깨/새몽       | ~ 현재 월요일 연재중           | 네이버 웹툰 |                                              |
| 2021년 5월 26일  | 사랑과 평강의 온달!       | 한기주/일       | ~ 현재 수요일 연재중           | 네이버 웹툰 |                                              |
| 2021년 6월 3일   | 물어보는 사이             | 성은            | ~ 현재 월요일 연재중           | 네이버 웹툰 |                                              |
| 2021년 6월 11일  | 팬시x팬시                 | 인미            | ~ 현재 금요일 연재중           | 네이버 웹툰 |                                              |
| 2021년 6월 13일  | 하루의 하루               | 김이랑          | ~ 현재 월요일 연재중           | 네이버 웹툰 |                                              |
| 2021년 6월 20일  | 아,쫌 참으세요 영주님!    | 새우초밥        | ~ 현재 월요일 연재중           | 네이버 웹툰 | 원작 : daybook                               |
| 2021년 6월 27일  | 투신전생기                | 청담            | ~ 현재 일요일 연재중           | 네이버 웹툰 |                                              |
| 2021년 7월 8일   | 네버엔딩달링              | 울리            | ~ 현재 금요일 연재중           | 네이버 웹툰 |                                              |
| 2021년 7월 10일  | 어느날 갑자기 서울은      | 박창근          | ~ 현재 일요일 연재중           | 네이버 웹툰 |                                              |
| 2021년 7월 10일  | 독신마법사 기숙아파트     | 재윤            | ~ 현재 일요일 연재중           | 네이버 웹툰 | 원작 : 기르답                                |
| 2021년 7월 13일  | 괴물공작의 딸             | 한바다/찬란     | ~ 현재 수요일 연재중           | 네이버 웹툰 |                                              |
| 2021년 7월 16일  | 조조코믹스                | 이동건          | ~ 현재 수•토요일 연재중        | 네이버 웹툰 |                                              |
| 2021년 7월 17일  | 혀로 만난 사이            | 집손이          | ~ 현재 일요일 연재중           | 네이버 웹툰 |                                              |
| 2021년 7월 17일  | 짝사랑의 유서             | 군밤            | ~ 현재 일요일 연재중           | 네이버 웹툰 |                                              |
| 2021년 7월 29일  | 빨간맛 로맨스             | 사지현/서루     | ~ 현재 금요일 연재중           | 네이버 웹툰 |                                              |
| 2021년 7월 31일  | 최면학교                  | 박은혁          | ~ 현재 토요일 연재중           | 네이버 웹툰 |                                              |
| 2021년 8월 5일   | 여우놀이                  | 황혜진          | ~ 현재 금요일 연재중           | 네이버 웹툰 |                                              |
| 2021년 8월 17일  | 교환학생                  | 올챙구리        | ~ 현재 화요일 연재중           | 네이버 웹툰 |                                              |
| 2021년 3월 21일  | 수영만화일기              | 해오            | ~ 휴재중                       | 네이버 웹툰 |                                              |
| 2020년 12월 30일 | 정글쥬스                  | 형은 / 쥬더     | ~ 휴재중                       | 네이버 웹툰 | 시즌1(~ 2022년 8월 10일) 시즌2(2023년초예정) |
| 2021년 2월 22일  | 엽총 소년                 | 김칸비/홍필     | ~ 2022년 6월 20일 총69화 완결  | 네이버 웹툰 |                                              |
| 2021년 4월 5일   | 삼매경                    | 이원식/꿀찬     | ~ 2021년 12월 19일 총38화 완결 | 네이버 웹툰 |                                              |
| 2021년 4월 22일  | 주님,악마가 되게해주세요! | 불사/용가리     | ~ 2022년 8월 4일 총66화 완결   | 네이버 웹툰 |                                              |
| 2021년 4월 27일  | 오징어도 사랑이 되나요?   | 젤리피쉬/문댄스 | ~ 2022년 5월 3일 총54화 완결   | 네이버 웹툰 |                                              |
| 2021년 5월 15일  | 호수의 인어               | 박새            | ~ 2022년 1월 15일 총36화 완결  | 네이버 웹툰 |                                              |
| 2021년 5월 17일  | 니나의 마법서랍           | 랑또            | ~ 2022년 6월 7일 총111화 완결  | 네이버 웹툰 |                                              |
| 2021년 7월 13일  | 내 룸메이트는 마네킹      | 서이            | ~ 2022년 1월 11일 총40화 완결  | 네이버 웹툰 |                                              |
| 2021년 8월 5일   | 식인귀                    | 선택길          | ~ 2022년 7월 21일 총51화 완결  | 네이버 웹툰 |                                              |
| 2021년 8월 7일   | 사실 마법이었던 거임      | 박성현          | ~ 2022년 6월 4일 총44화 완결   | 네이버 웹툰 |                                              |
|                  | 구주                      |                 |                                |             |                                              |

### 2022년
| 연재시작        | 제목                          | 작가                  | 연재중/완결                   | 연재사이트  | 비고          |
| --------------- | ----------------------------- | --------------------- | ----------------------------- | ----------- | ------------- |
| 2022년 1월 5일  | 나쁜 마법사의 꿈              | 이아거                | ~ 현재 목요일 연재중          | 네이버 웹툰 |               |
| 2022년 1월 11일 | 필생기                        | 찬성                  | ~ 현재 수요일 연재중          | 네이버 웹툰 |               |
| 2022년 1월 13일 | 그렇고 그런 바람에            | 아니영                | ~ 현재 금요일 연재중          | 네이버 웹툰 |               |
| 2022년 1월 16일 | 나만의 고막남친               | 비로/팀 노란          | ~ 현재 월요일 연재중          | 네이버 웹툰 | 원작:이혜율   |
| 2022년 1월 17일 | 별을 쫓는 소년들              | HYBE                  | ~ 현재 월요일 연재중          | 네이버 웹툰 |               |
| 2022년 1월 18일 | 가짜 동맹                     | 케냠                  | ~ 현재 수요일 연재중          | 네이버 웹툰 |               |
| 2022년 1월 21일 | 좋아해 아니 싫어해            | 지지                  | ~ 현재 토요일 연재중          | 네이버 웹툰 |               |
| 2022년 1월 22일 | 철수와 영희 이야기            | 울                    | ~ 현재 일요일 연재중          | 네이버 웹툰 |               |
| 2022년 1월 23일 | 찌질하지만 로맨스는 하고 싶어 | 상수                  | ~ 현재 월요일 연재중          | 네이버 웹툰 |               |
| 2022년 1월 24일 | 한입만!                       | 이한솔                | ~ 현재 화요일 연재중          | 네이버 웹툰 |               |
| 2022년 1월 26일 | 특수청소                      | 한(恨)                | ~ 현재 목요일 연재중          | 네이버 웹툰 |               |
| 2022년 1월 28일 | 보듬보듬                      | 라라시스터            | ~ 현재 토요일 연재중          | 네이버 웹툰 |               |
| 2022년 1월 29일 | 장미같은 소리                 | 혜진양/듀영           | ~ 현재 일요일 연재중          | 네이버 웹툰 |               |
| 2022년 1월 31일 | 늑대처럼 홀로                 | 이상훈/이현세         | ~ 현재 화요일 연재중          | 네이버 웹툰 |               |
| 2022년 2월 1일  | 베스트 프렌드                 | 망순                  | ~ 현재 수요일 연재중          | 네이버 웹툰 |               |
| 2022년 2월 7일  | 미물                          | 외눈박이/김도연       | ~ 현재 화요일 연재중          | 네이버 웹툰 |               |
| 2022년 2월 7일  | 짝사랑의 마침표               | 숭어                  | ~ 현재 화요일 연재중          | 네이버 웹툰 |               |
| 2022년 2월 7일  | 멸망 이후의 세계              | S-Cynan / 언데드 감자 | ~ 현재 화요일 연재중          | 네이버 웹툰 | 싱숑          |
| 2022년 2월 7일  | 디나운스                      | 윤예                  | ~ 현재 월요일 연재중          | 네이버 웹툰 |               |
| 2022년 2월 8일  | 인과관계                      | 강환영                | ~ 현재 수요일 연재중          | 네이버 웹툰 |               |
| 2022년 2월 9일  | 가족같은 XX                   | 서우현                | ~ 현재 목요일 연재중          | 네이버 웹툰 |               |
| 2022년 2월 10일 | 어쩌다 보니 천생연분          | 꿀타래/담초           | ~ 현재 금요일 연재중          | 네이버 웹툰 |               |
| 2022년 2월 11일 | 적월의 나라                   | 박신/신동구           | ~ 현재 토요일 연재중          | 네이버 웹툰 |               |
| 2022년 2월 11일 | 마법사가 죽음을 맞이하는 방법 | 박젶                  | ~ 현재 토요일 연재중          | 네이버 웹툰 | 원작:주은설   |
| 2022년 2월 12일 | 블러드 리벤저                 | 고백                  | ~ 현재 일요일 연재중          | 네이버 웹툰 |               |
| 2022년 2월 12일 | 나의 작은 서점                | 한민기                | ~ 현재 일요일 연재중          | 네이버 웹툰 |               |
| 2022년 2월 15일 | 쓰레기는 쓰레기통에!          | EDDiERiNG             | ~ 현재 수요일 연재중          | 네이버 웹툰 |               |
| 2022년 2월 16일 | 갓트                          | 서패스/아거주누       | ~ 현재 목요일 연재중          | 네이버 웹툰 |               |
| 2022년 2월 21일 | 쟃빛오름                      | 유형석                | ~ 현재 화요일 연재중          | 네이버 웹툰 |               |
| 2022년 2월 23일 | 오,친애하는 숙적              | 오쏘/벨마             | ~ 현재 목요일 연재중          | 네이버 웹툰 | 원작:미나토   |
| 2022년 2월 23일 | 진짜 진짜 이혼해              | 서후/해인             | ~ 현재 목요일 연재중          | 네이버 웹툰 |               |
| 2022년 1월 16일 | DARK MOON:달의 제단           | HYDE                  | 휴재중                        | 네이버 웹툰 | ~ 일요일 연재 |
| 2022년 1월 21일 | 일상이 무너졌다               | 승한/예림             | ~ 2022년 8월 19일 총31화 완결 | 네이버 웹툰 |               |
|                 | 위험한 남편을 길들이는 법     |                       |                               |             |               |

### 2023년
| 연재시작        | 제목                  | 작가        | 연재중/완결          | 연재사이트  | 비고 |
| --------------- | --------------------- | ----------- | -------------------- | ----------- | ---- |
| 2023년 1월 26일 | 신컨의 원 코인 클리어 |             | ~ 현재 금요일 연재중 | 네이버 웹툰 |      |
| 2023년 2월 2일  | 연기는 처음인데요?!   | 홍로베/앨렴 | ~ 현재 금요일 연재중 | 네이버 웹툰 |      |
| 2023년 2월 7일  | 누가 나를 죽였을까    | 후          | ~ 현재 수요일 연재중 | 네이버 웹툰 |      |

## 같이 보기
- 네이버 웹툰 목록
- 다음 웹툰 목록
- 올레 웹툰 목록
- 레진코믹스 웹툰 목록
- 배틀코믹스 웹툰 목록
- 버프툰 웹툰 목록